# Trzecia szyna
Trzecia szyna – w kolejnictwie forma zasilania dolnego pociągów elektrycznych. Stanowi ją dodatkowa szyna umieszczona wzdłuż toru kolejowego i znajdująca się pod napięciem. Zazwyczaj używa się jej w szybkich kolejach miejskich prowadzonych we własnych korytarzach, całkowicie lub prawie całkowicie wydzielonych od przestrzeni zewnętrznej.
Inna, bardziej ogólna nazwa trzeciej szyny, to szyna prądowa. W kolejnictwie przyjęło się, że określenie „trzecia szyna” nie dotyczy szyny prądowej umieszczonej wysoko nad pociągiem (to jedna z form zasilania górnego).
Trzecia szyna w kolejnictwie może też być w splocie, jako szyna jezdna w torach przeznaczonych dla pociągów o dwóch rozstawach kół. Niniejsze hasło tego znaczenia nie dotyczy.

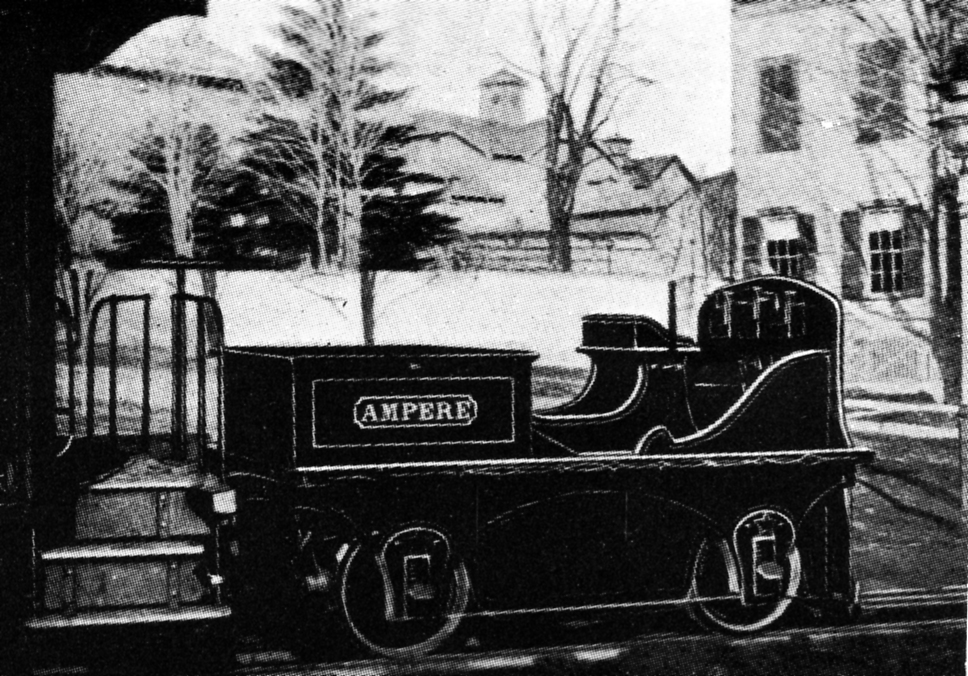
Eksperymentalna lokomotywa elektryczna Ampère z 1883 r., zbudowana przez Leo Dafta dla kolei Saratoga, Mount McGregor and Lake George RR w Saratoga Springs (stan Nowy Jork, USA). Widoczna „trzecia szyna” zasilająca.

## Historia

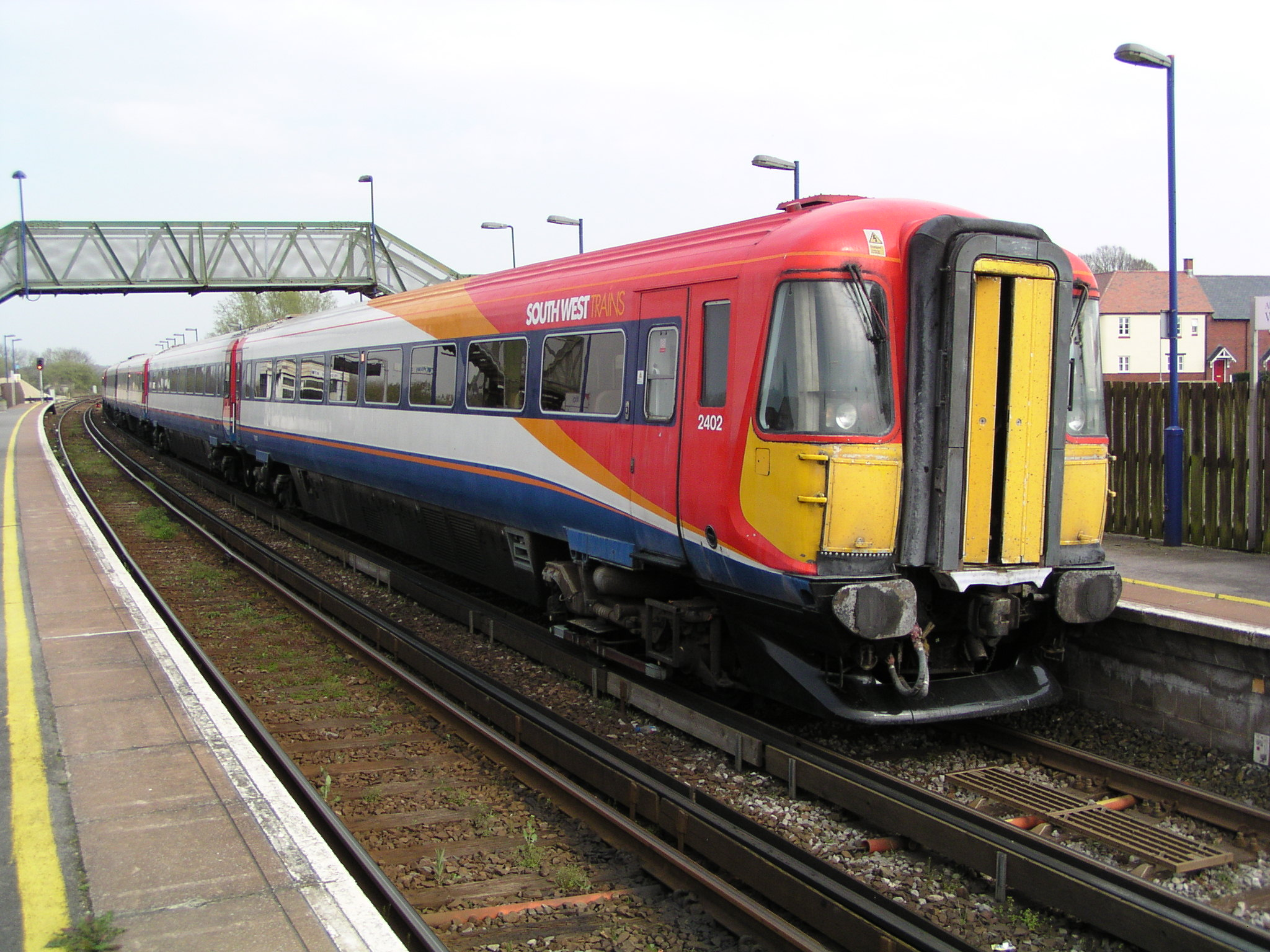
EZT typu 442 sieci krajowej Południowej Anglii na trasie zasilanej trzecią szyną z odbiorem górnym, bez górnej osłony.

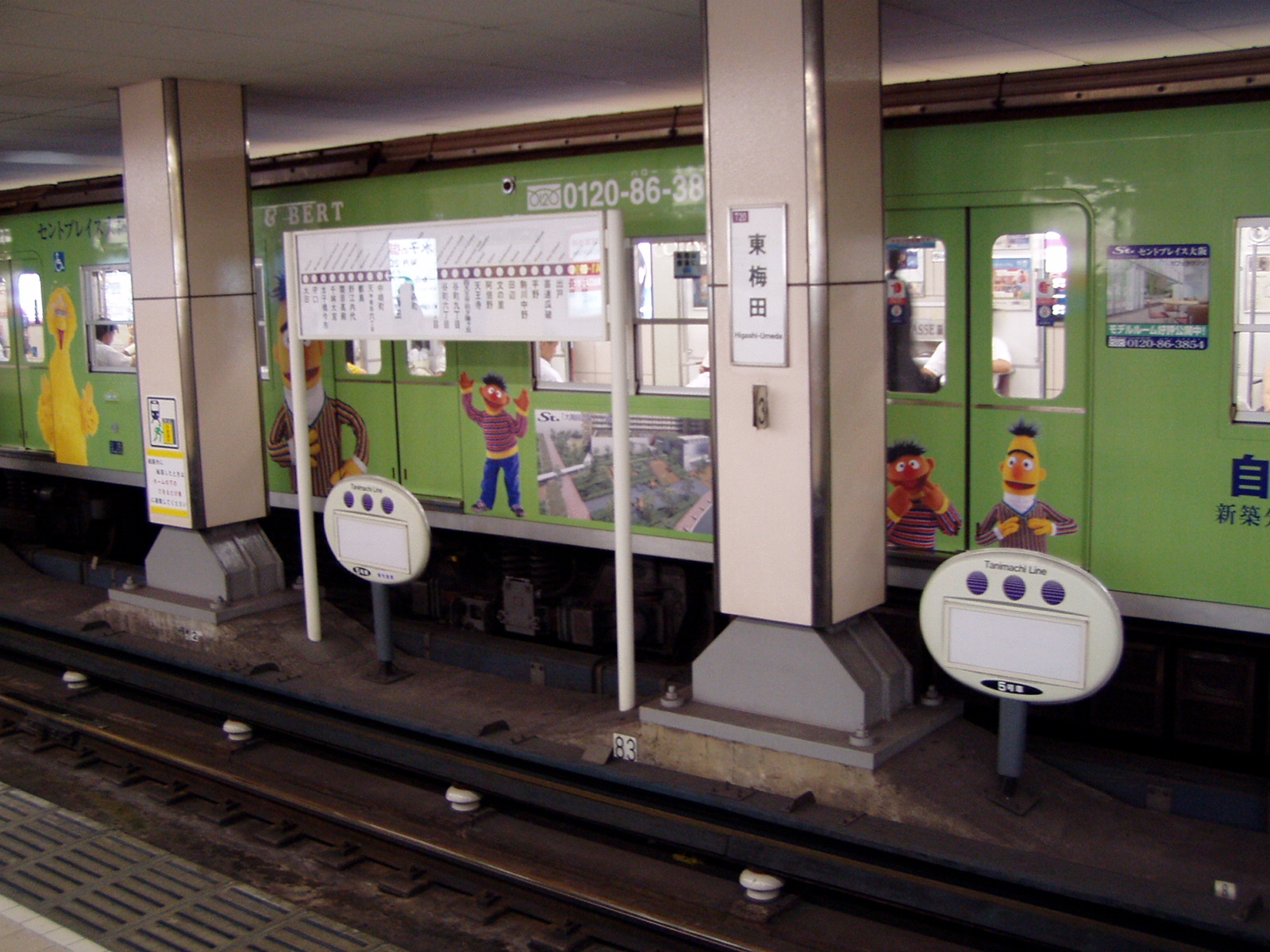
Osaka – stacja Higashi Umeda na linii metra Tanimachi. Trzecia szyna z odbiorem górnym, osłonięta. Japończycy przejęli, jak widać, wzorzec amerykański.

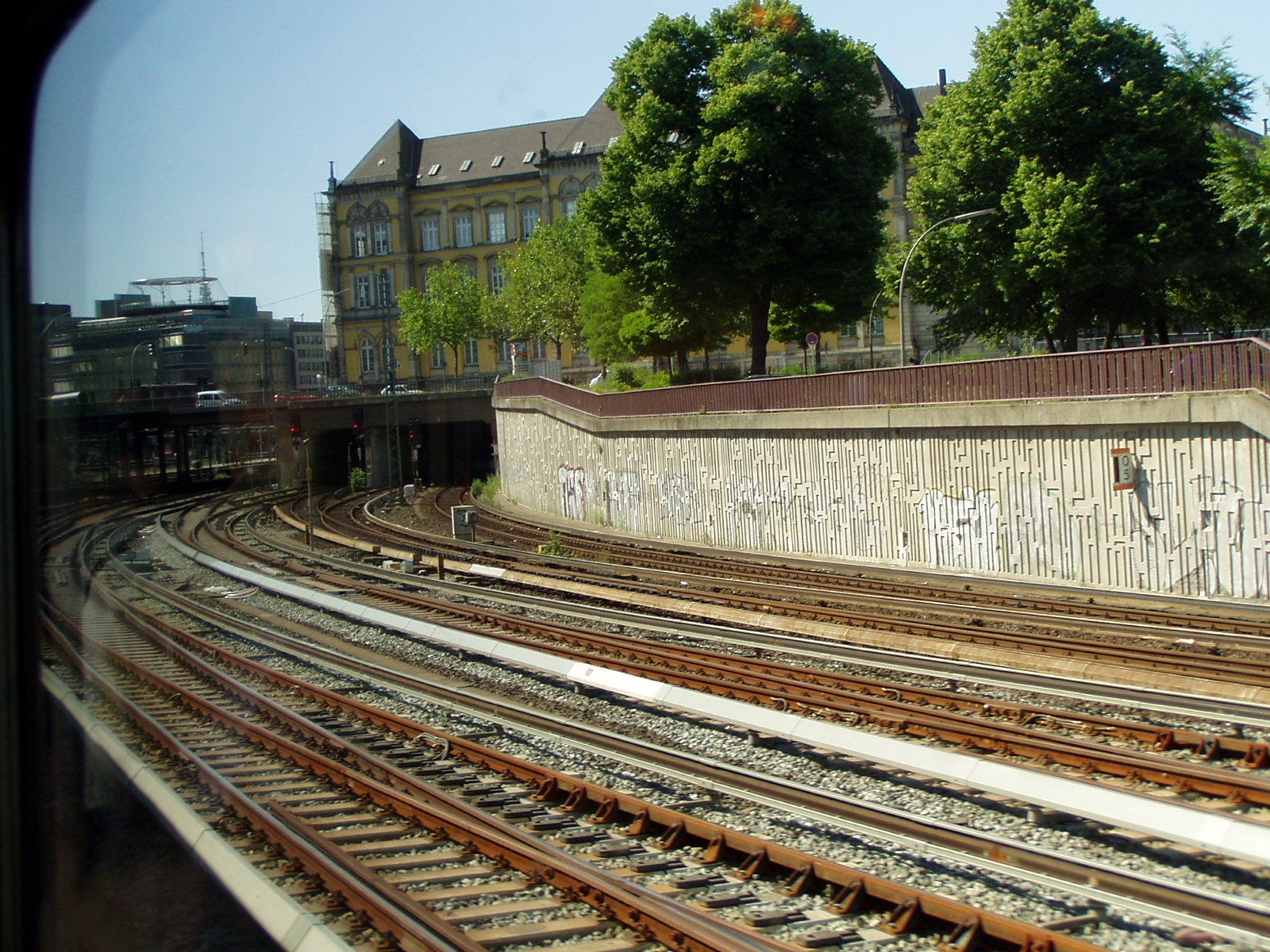
Hamburg. S-Bahn na wschodnim podejściu do HH Hbf. Elektryfikacja trzecią szyną z odbiorem bocznym.

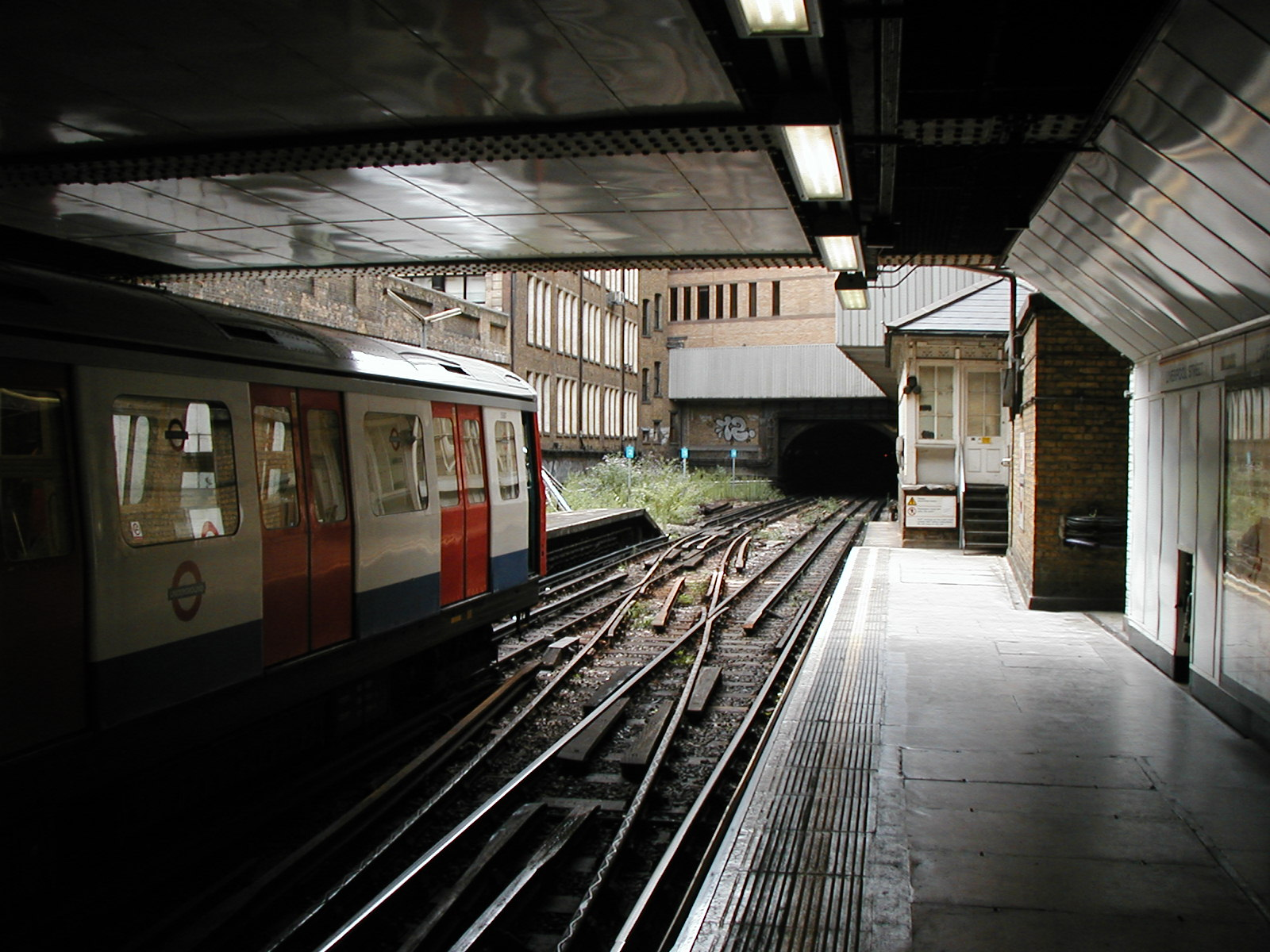
Londyn, stacja Liverpool Street na sieci metra płytkiego. Rozjazd na torze z „czwartą szyną”. Szyny prądowe bez żadnych osłon. Ze względu na rozjazd, na krótkim odcinku szyna prądowa znajduje się – wbrew zasadom – tuż pod krawędzią peronu.

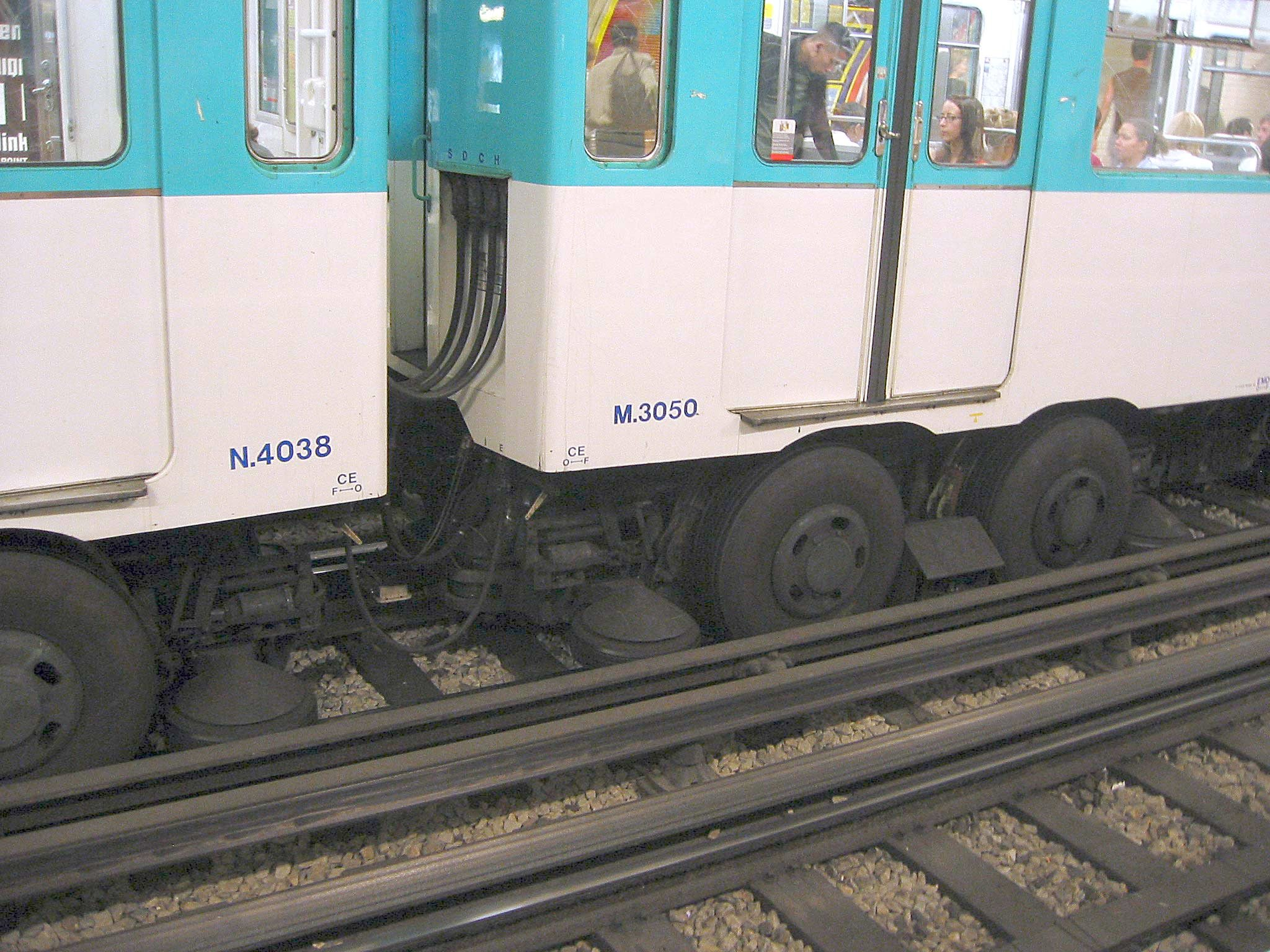
Metro paryskie. Szyny prowadzące linii na oponach są zarazem szynami prądowymi. Odbierak prądu umieszczony jest pomiędzy parą kół gumowych.

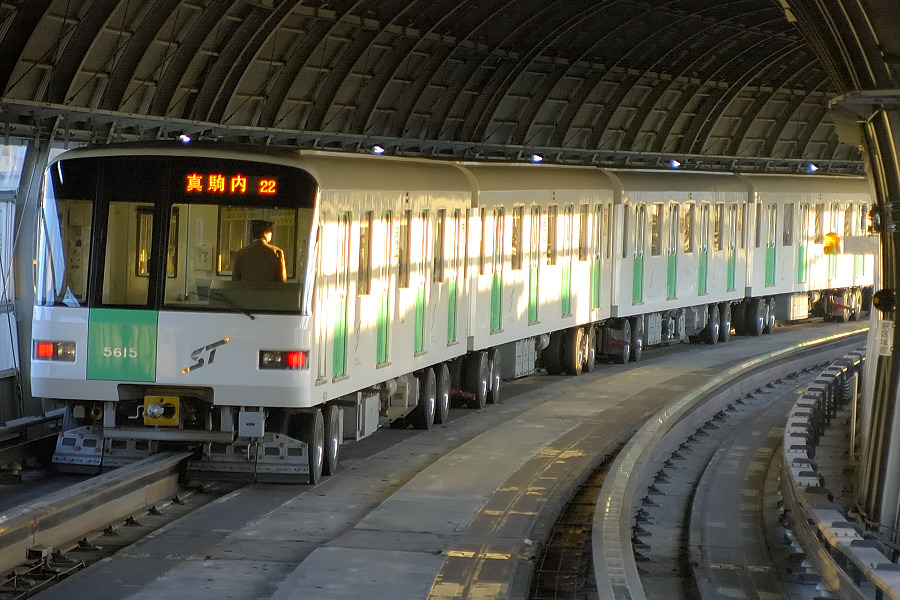
Metro w Sapporo, linia Namboku. Boczne szyny prądowe na linii kolei ogumionej z centralną szyną prowadzącą

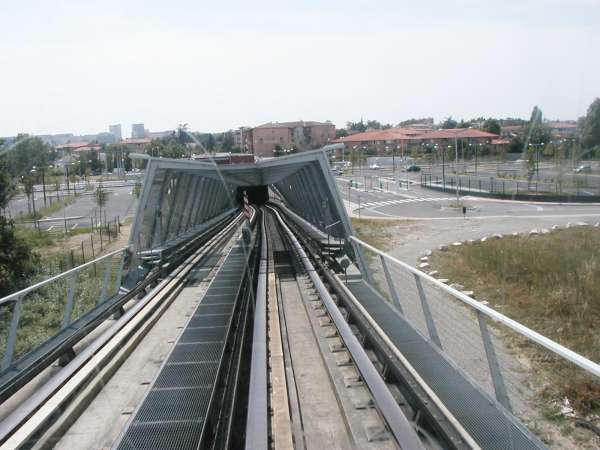
Tuluza, torowisko VAL. Dwie szyny prowadzące po bokach, dwie „półki”, po których toczą się koła na oponach oraz trzecia „półka” – odpowiednik szyny „powrotnej”.

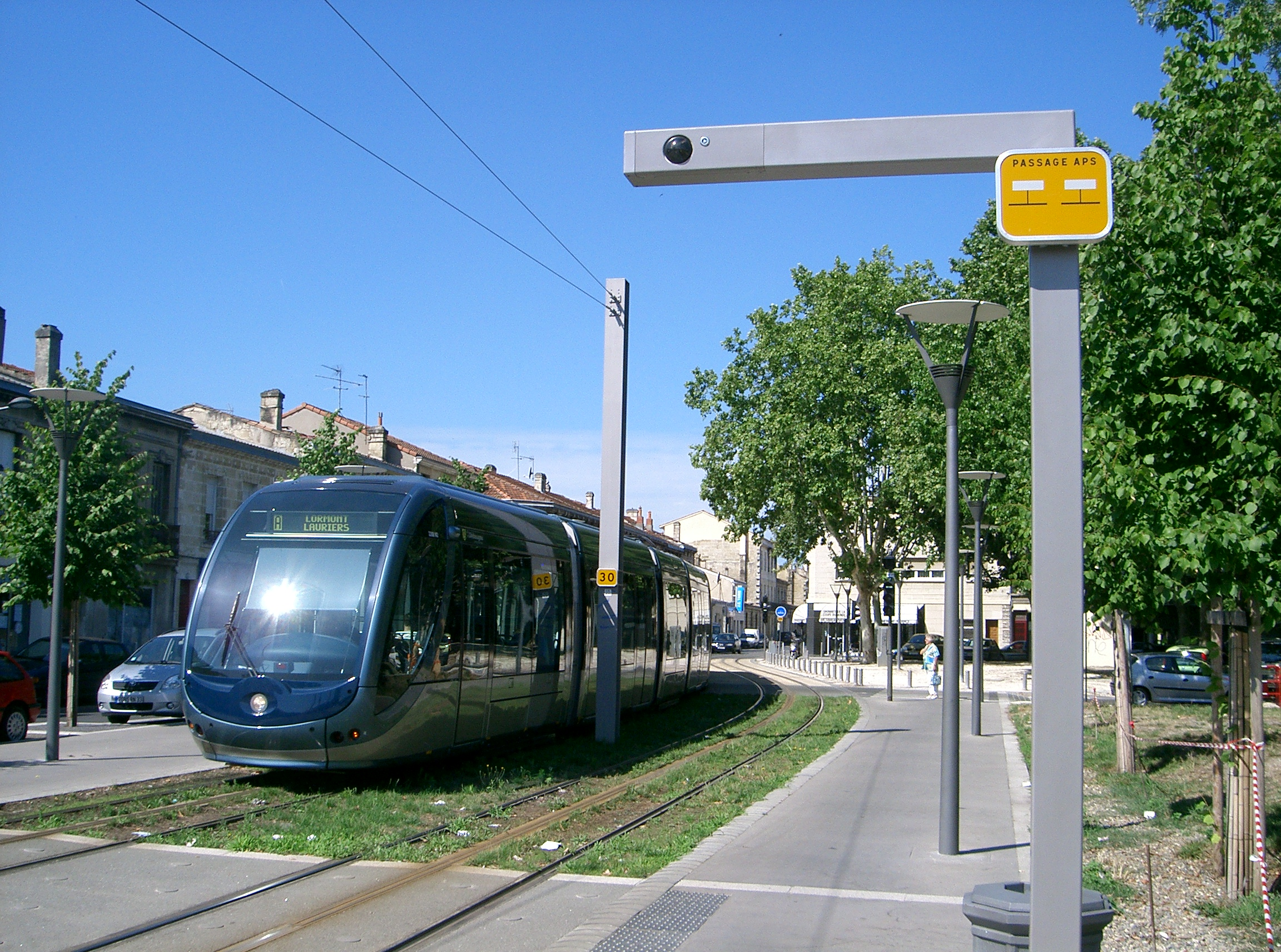
Bordeaux. Tramwaj na torowisku z zasilaniem z „trzeciej szyny” przy przystanku Gaviniès, który jest miejscem przejścia z zasilania dolnego na górne (stąd obecność słupa trakcyjnego).

Zasilanie za pomocą „trzeciej szyny” jest najstarszą formą przekazywania energii na kolejach elektrycznych dysponujących własnymi korytarzami, zwłaszcza szybkich kolejach miejskich (SKM). Zasilanie górne początkowo było prawie wyłącznie stosowane na kolejach typu tramwajowego, chociaż pojawiało się ono także bardzo powoli na liniach kolei sieci krajowej. Tak kształtował się ogólny trend rozwojowy: ograniczonej skali pionierskie rozwiązania mogły być wyjątkami od reguły.
Pierwsza, eksperymentalna kolej elektryczna została zbudowana przez Wernera von Siemensa i jego firmę Siemens & Halske na Berlińską Wystawę Przemysłową z 1879 r. Kolejka używała dodatkowej („trzeciej”) szyny prądowej, umieszczonej między szynami jezdnymi. Eksperymentowano też w USA: lokomotywy Leo Dafta (na kolei Saratoga, Mount McGregor & Lake George – 1883, albo na fragmencie nowojorskich „els” – 1885), czy też Thomasa Edisona (na części jego eksperymentalnych linii kolejowych) – wykorzystywały „trzecią szynę”, umieszczoną centralnie.
W pierwszych kolejach elektrycznych jako przewodnika prądu używano także szyn jezdnych – np. na otwartej w 1881 r. linii Electrische Straßenbahn der Gemeinde Groß-Lichterfelde pod Berlinem, uznawanej zwykle za najstarszą linię tramwajową świata. W 1890 r. założono tam sieć napowietrzną; obecnie linia ta już nie istnieje.
Podobnie było na otwartej w 1883 r. Volk’s Electric Rly. w Brighton. „Trzecią szynę” zastosowano tam w 1886 r. przy czym kolejka ta istnieje do dzisiaj.
Pierwszą kolejką komercyjną używającą „trzeciej szyny” w osi toru był Bessbrook & Newry Tramway, otwarty w Irlandii w 1885 r.; kolej nie istnieje.
W normalnym miejskim ruchu po raz pierwszy za pomocą „trzeciej szyny” dostarczano prąd do pociągów City & South London Rly., którą otwarto w 1890 r. Była ona jednocześnie najstarszą na świecie podziemną SKM napędzaną elektrycznością. Obecnie, po gruntownej przebudowie w latach 20., jest to część linii Northern sieci metra głębokiego w Londynie.
W 1893 r. otwarto naziemną Liverpool Overhead Rly. – drugą na świecie SKM zasilaną z „trzeciej szyny”. Kolej ta została zamknięta w 1956 r. i rozebrana.
W Stanach Zjednoczonych na Wystawie Światowej w Chicago, która miała miejsce w 1893 r., funkcjonowała elektryczna nadziemna Intramural Railway. Wzorowana na niej pierwsza amerykańska elektryczna linia SKM, zasilana z „trzeciej szyny”, pojawiła się w Chicago w 1895 r. Była nią nadziemna kolej Metropolitan West Side Elevated, która weszła potem w skład sieci chicagowskiej „L”. Prawdopodobnie na tej linii po raz pierwszy umieszczono szynę prądową z boku toru.
Rozwój elektrycznej SKM został poprzedzony rozwojem tramwaju elektrycznego. Specyficzną postacią „trzeciej szyny” było zasilanie z kanałów podjezdniowych, stosowane częściowo na wielu sieciach tramwajowych. Prawdopodobnie najwcześniej pojawiło się ono w Cleveland w 1884 r. (niektóre źródła podają: Denver, 1885), a potem było stosowane w wielu innych miastach m.in. w Blackpool (pierwszy raz w Europie: 1885), Nowym Jorku, Waszyngtonie, Londynie, Budapeszcie i Paryżu. Kanały umieszczane były zwykle w osi toru, ale gdzieniegdzie pod jedną z szyn jezdnych. Większość jednak sieci tramwajowych, włącznie z tymi, które powstawały jeszcze w latach 80. XIX w., wykorzystywała napowietrzną sieć zasilającą.
W 1900 r. zasilanie z „trzeciej szyny” wprowadzono po raz pierwszy na linii kolejowej sieci krajowej – w Paryżu na krótkim tunelowym podejściu do Dworca Orsay.
W latach 1901–1902 Società Italiana per le Strade Ferrate del Mediterraneo zelektryfikowała „trzecią szyną” linię Mediolan – Varese – Porto Ceresio. Linia została przebudowana na sieć górną w 1951 r.
W Anglii, w 1903 r. zelektryfikowano Mersey Railway dla polepszenia warunków w długim tunelu między Liverpoolem a półwyspem Wirral. W 1904 zbudowano w aglomeracji Newcastle sieć podmiejskich kolei Tyneside Electrics, która była częścią kolei North Eastern Railway.
Wszystkie te linie obsługiwały ruch lokalny. Ruch wszystkich typów objęła dopiero elektryfikacja sieci Southern Railway w południowej części kraju. Budowę tego największego, dotąd istniejącego systemu zasilanego z „trzeciej szyny”, rozpoczęto w końcu lat 20. XX w., a ukończono w 60. System ten objął linie kolei London & South Western wcześniej zelektryfikowane za pomocą „trzeciej szyny”, z najstarszą Waterloo – Wimbledon z 1915 r. System ten sięga dzisiaj od Londynu do Exeter na zachodzie, Portsmouth i Southampton na południu, po Ramsgate i Dover na wschodzie.
Odbiór górny jest prawdopodobnie najstarszą formą zasilania z typowej trzeciej szyny. Pionierskimi kolejami, które zastosowały inny typ szyny prądowej, były m.in.
- kolej sieci krajowej New York Central na podejściu do Grand Central Terminal, Philadelphia Rapid Transit Co. na linii SKM Market Street Subway-Elevated (obie w 1907 r.), sieć hamburskiej Hochbahn (1912 r.) – odbiór dolny,
- kolej Lancashire & Yorkshire na linii Manchester-Bury (1917 r.) – odbiór boczny.

Technologie te pojawiły się na szerszą skalę dopiero pod koniec lat 20. i 30. XX w., m.in. na liniach dużego profilu berlińskiej U-Bahn, na berlińskiej S-Bahn oraz w metrze moskiewskim.
Listę lokalnych elektryfikacji dolnych trudnych odcinków podziemnych otwiera średnica kolei B&O w Baltimore, która zastąpiła używaną krótko elektryfikację górną sztywnymi przewodnikami. Unikatowym miejscem, gdzie zastosowano „trzecią szynę” był tunel pod przełęczą Usui na, częściowo zębatej, linii Shin’etsu sieci państwowej Kokutetsu (1911 roku; płn.-zach. od Tokio). Powodem było niewystarczające dla zasilania górnego światło tunelu. Elektryfikacje dolne tuneli kolei sieci krajowej miały też miejsce m.in. w tunelu łączącym Detroit z kanadyjskim Windsor (1910) oraz w Neapolu (na średnicy śródmiejskiej, 1925).
W 1956 r. otwarto pierwszą na świecie linię metra z pociągami na oponach. Była to linia 11 metra paryskiego. Szyna prądowa zmieniła się w parę szyn prowadzących niezbędnych do utrzymania wózków we właściwym położeniu na torze nowego typu. Rozwiązanie to zostało zmodyfikowane na otwartej w 1971 r. linii Namboku metra w Sapporo, gdzie użyto centralnie położonej szyny prowadzącej z wbudowanym przewodnikiem prądu oraz bocznej szyny prądowej.
Zasilanie dolne tramwajów ulicznych zostało ostatnio zastosowane w sieci tramwajowej w Bordeaux, którą uruchomiono w 2004 r. Odbywa się ono według nowo opracowanej technologii, polegającej na włączaniu przez jadący wagon zasilania tych kolejnych, izolowanych odcinków osiowo ułożonej „trzeciej szyny”, które znajdują się dokładnie pod nim.
„Trzecia szyna”, mimo że jest starszą z metod zasilania kolei, w żadnym razie nie jest przestarzałą. W niektórych krajach co prawda, szczególnie w Japonii, Korei Południowej, Indiach, Hiszpanii, na liniach SKM chętniej stosuje się zasilanie górne. Ale w tym samym czasie powstaje gdzie indziej wiele nowych sieci z „trzecią szyną”, w tym także w krajach wysoko rozwiniętych, m.in. metrze kopenhaskim, metrze w Tajpej i metrze w Wuhanie.
Zasilanie dolne jest również stosowane na kolejach z pociągami na oponach, niezależnie od tego, czy jest to „ciężkie metro”, czy też mała kolejka automatyczna. Właściwie jedynymi rodzajami kolei, na których się jej nie stosuje, są koleje dalekobieżne i regionalne. Wymagają one wyższych prędkości i napięć.

## Kwestie techniczne

### Ukształtowanie „trzeciej szyny”
Szyna prądowa umieszczona jest zwykle z jednego boku szyn jezdnych. Prąd przekazywany jest za pomocą odbieraka ślizgającego się po szynie, umocowanego do wózka pojazdu.
Dla klasycznej trzeciej szyny zasilającej istnieją trzy rodzaje przekazywania prądu, zależnie od umieszczenia powierzchni kontaktowej na szynie. Szyna z odbiorem górnym współpracuje z odbierakiem dociskanym od góry. Szyna taka może być całkowicie odsłonięta. Osłony mogą też być tylko z boku – jak to bywa na sieci kolei krajowej południowej Anglii. Częściej jednak stosuje się osłony z zewnętrznego boku i z góry. Odbierak jest na tyle płaski, że przesuwa się pod górną osłoną. Występuje to przede wszystkim na sieciach północnoamerykańskich.
Analogicznie, mogą istnieć szyny z odbiorem bocznym i szyny z odbiorem dolnym. Szczególnie ta ostatnia technologia zapewnia stosunkowo najwyższy poziom bezpieczeństwa – właściwie nie można przypadkowo dotknąć przewodnika, ponieważ jest on osłonięty z trzech najlepiej dostępnych stron. W tym rozwiązaniu ważną rolę odgrywa zamocowanie, które, przy gęstym ruchu pociągów, musi przeciwdziałać tendencji do odrywania szyny od podłoża, a w efekcie do iskrzenia i szybszego zużycia powierzchni ślizgania się odbieraków. Obok osłoniętej szyny z odbiorem górnym, szyna z odbiorem dolnym stanowi dzisiaj najczęściej stosowaną formę zasilania dolnego. Natomiast odbiór boczny stosuje się dzisiaj przede wszystkim na kolejach ogumionych. Japońskie kolejki automatyczne, zasilane prądem trójfazowym, mają po trzy sztywne przewodniki, stosunkowo cienkie, zamocowane pionowo jeden nad drugim.
Jedną z metod zmniejszania strat prądu, a tym samym zwiększania niezbędnej odległości między podstacjami zasilającymi, które są najbardziej kosztowne przy elektryfikacji prądem stałym, jest hybrydowa szyna prądowa ze stali i aluminium. Nierdzewna stal zapewnia odporne na ścieranie powierzchnie ślizgu odbieraka, a aluminium, będąc dobrym przewodnikiem elektryczności, minimalizuje straty napięcia.

### Problem szyny „powrotnej”
Podobnie jak to jest w przypadku zasilania górnego, prąd powrotny zwykle biegnie obiema szynami jezdnymi, a jego przenikanie do gruntu nie jest zazwyczaj, w przypadku kolei podziemnych, uznawane za poważniejszy problem. Wymagano natomiast nieraz wprowadzenia osobnych, izolowanych, przewodów powrotnych na sieciach tramwajowych. Rozwiązywano to jako drugi kanał poduliczny – w przypadku zasilania kanałowego (np. na Manhattanie), albo jako drugi napowietrzny przewód trakcyjny (np. w Tokio).
Kilka kolei zasilanych od dołu, które dysponują własnymi korytarzami, stosuje jednak tory czteroszynowe: trzecią szynę, dostarczającą napięcia, umieszczoną na zewnątrz szyn jezdnych, oraz czwartą szynę powrotną, w osi pomiędzy szynami jezdnymi. System ten występuje głównie w metrze londyńskim. Trzecia szyna ma tam napięcie +420 V, a czwarta – 210 V. Także i w tym wypadku powodem była chęć zabezpieczenia się przed emisją prądów błądzących, które przyczyniać by się mogły do szybszej korozji elementów miejskiej infrastruktury technicznej oraz dominującego materiału konstrukcji samych tuneli (żeliwne „tubingi”). Innym powodem takiego rozwiązania była techniczna łatwość uzyskania zastosowanych napięć. Układ czteroszynowy stosuje się także na tunelowej części linii MM1 metra mediolańskiego.
W przypadku części kolei na oponach, jak to jest m.in. na niektórych liniach metra paryskiego, w metrze meksykańskim, metrze w Santiago de Chile oraz w metrze montrealskim, czyli tych budowanych w technologii francuskiej, szynami prądowymi są szyny prowadzące, zaś jako szyny powrotne służą klasyczne szyny jezdne ciągnące się zawsze pomiędzy szynami tocznymi dla kół na oponach.
W przypadku kolei na oponach, które nie mają konwencjonalnego toru szynowego, „trzecia szyna” może służyć jako szyna powrotna. Na dwóch nowszych liniach metra w Sapporo, Tōzai i Tōhō, dostarczanie energii dokonywane jest z sieci górnej. W Paryżu podobne rozwiązanie istniało w latach 1910-1930 na kolei podziemnej zbudowanej przez kompanię Nord-Sud, używającej stalowych szyn jezdnych (obecnie jest to linia 12 metra paryskiego). Sieć górna miała napięcie +600 V, a „trzecia szyna” -600 V.

## „Trzecia szyna” a zasilanie górne

### Zalety
- Niższe koszty. Bezpośrednie: można spotkać opinie, że budowa infrastruktury zasilania z „trzeciej szyny” jest tańsza od zasilania napowietrznego. Operatorzy dawnych amerykańskich interurbans uznawali natomiast, że „trzecia szyna” była tańsza w utrzymaniu, choć nieco droższa w budowie. Wielokrotnie większy przekrój szyny w stosunku do przewodu trakcyjnego daje też lepsze przewodnictwo prądu. Pośrednie: „trzecia szyna” pozwala stosować mniejszą skrajnię kinetyczną trasy, a przez to pozwala na zmniejszenie wymiarów przekroju tuneli. Ma to często znaczenie dla kosztów ich budowy. Prawdopodobnie ta cecha zdecydowała o przyjęciu technologii „trzeciej szyny” dla tuneli tych linii metra, które korzystać miały z odcinków zewnętrznych zasilanych od góry.

- Łatwy dostęp dla celów konserwacji – powoduje jednak również większe zagrożenie dla życia niż przewody górne.

- Względy estetyczne mają zapewne mniejsze znaczenie dla kolei bezkolizyjnych, zwłaszcza podziemnych, niż dla tramwajów lub kolei nadziemnych. W przypadku tramwajów względy estetyczne odegrały ostatnio zasadniczą rolę przy opracowaniu systemu dolnego zasilania tramwaju w Bordeaux. W przypadku kolei nadziemnych i tak znacznie większym problemem jest sama konstrukcja estakady czy nasypu, niż sieci górnego zasilania. W tej grupie można by także rozpatrywać dążenie do swego rodzaju „elegancji rozwiązania”, które zapewne decydowało o przyjęciu zasilania dolnego w każdym systemie kolei niekonwencjonalnych (na oponach, większości kolei magnetycznych, a zwłaszcza wszystkich MAK-ów), mających być z założenia doskonalszą od kolei konwencjonalnej formą transportu sztywnotorowego.

- Kompatybilność z pozostałą częścią systemu decyduje najczęściej o zastosowaniu „trzeciej szyny”. Ma to jednak zastosowanie do już istniejących kolei. Czasami zastosowanie zasady kompatybilności wiąże się z daleko idącym kompromisem. W regionie Kansai linia podmiejska Higashi Ōsaka i będąca jej przedłużeniem linia Keihanna kolei prywatnej Kintetsu, które zostały otwarte odpowiednio w latach 1986 i 2006, dostały „trzecią szynę” dla połączenia się z linią Chūō sieci metra w Osace, mimo że Kintetsu nie używa zasilania dolnego nigdzie indziej.

### Wady
- Nieprzydatność dla znacznej grupy kolei. W przeciwieństwie do zasilania górnego, zwłaszcza z przewodów trakcyjnych, które lepiej współpracują z odbierakami pociągów jadących z wysoką prędkością, trzecia szyna z trudem sprawdza się już przy prędkościach rzędu 160 km/h. Ponadto ze względu na możliwość zwarć między stosunkowo blisko położoną szyną jezdną (czyli powrotną) a szyną zasilającą, stosować można napięcia nieprzekraczające 1200 V prądu stałego (np. na hamburskiej S-Bahn). Natomiast siecią górną można przekazywać prąd znacznie wyższych napięć (np. prąd zmienny 25 kV, a nawet 50 kV), co jest korzystne dla dużych odległości oraz dla pociągów szczególnie energochłonnych (ruch z dużą prędkością, ciężki ruch towarowy). Nie można też stosować klasycznej trzeciej szyny na kolejach typu tramwajowego.

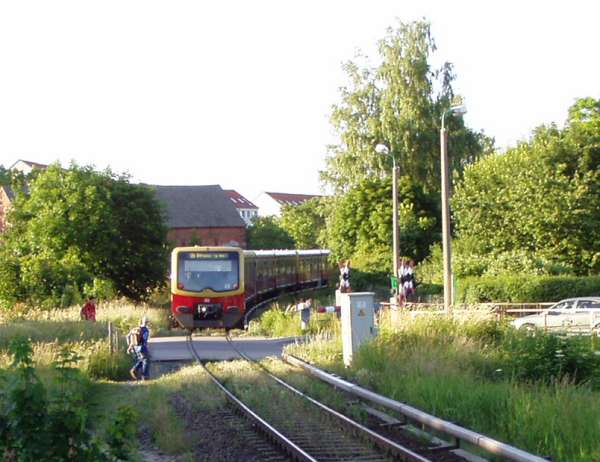
Straußberg koło Berlina. Przejazd jednopoziomowy na linii S-Bahn, zasilanej „trzecią szyną” z odbiorem dolnym

- Zagrożenie bezpieczeństwa. Szyna prądowa, zwłaszcza nieosłonięta, stanowi zawsze źródło zagrożenia, nawet na trasach całkowicie wydzielonych (ewakuacja pasażerów, prace techniczne, zasłabnięcia na krawędzi peronu itp.). Osłony mogą to zagrożenie znacznie zmniejszyć. Zasadnicze zagrożenie wiąże się jednak z trasami prowadzonymi na poziomie ziemi (np. dla dzikich zwierząt), a zwłaszcza z przejazdami. W rejonie przejazdu szyna prądowa jest przerwana, a dla zniechęcenia pieszych do wchodzenia na teren kolejowy stosuje się czasem perforowane panele ułożone między szynami wzdłuż przejścia, po których stąpanie jest bardzo niewygodne. Chociaż na liniach z „trzecią szyną” zwykle przejazdów nie ma, to jednak niekiedy się zdarzają, szczególnie na terenach pozamiejskich. Jeden interesujący wyjątek dotyczący metra zasilanego dołem z odkrytej „trzeciej szyny”, to zewnętrzny odcinek obecnej Brown Line chicagowskiej „L”, prowadzony na poziomie ulic na gęsto zabudowanym przedmieściu Ravenswood.

- Zaburzenia styku wynikają z konieczności przerywania szyny na węzłach, co czasami powoduje unieruchomienie pociągu lub wagonu. Wynikają one także z czynników klimatycznych, zwłaszcza – w przypadku nieosłoniętych szyn z odbiorem górnym – z oblodzenia lub nagromadzenia się warstwy liści. Warto jednak zauważyć, że trzecią szynę stosuje się powszechnie na trasach na wolnym powietrzu w krajach charakteryzujących się ostrym klimatem (np. metro sztokholmskie, metro w Toronto).

Z powyższych rozważań nie należy wyciągać wniosku, że któraś z technologii jest bezwzględnie lepsza od drugiej. Wszystko zależy od lokalnych uwarunkowań, warunków rynkowych, przeznaczenia i sposobu ukształtowania kolei oraz rodzaju szyny prądowej (p. też „Historia”).

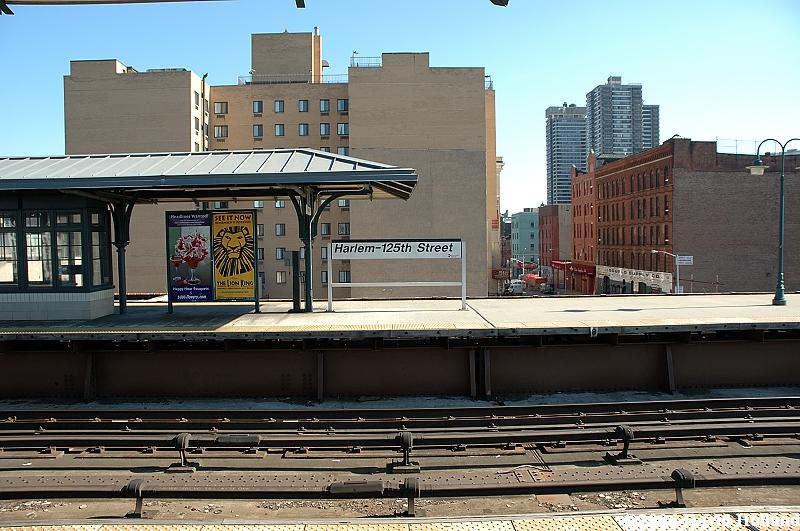
Nowy Jork, stacja Harlem 125th Street kolei Metro North na dawnej linii New York Central RR prowadzącej do Grand Central Terminal. Tędy właśnie jeżdżą dwusystemowe pociągi w kierunku stanu Connecticut

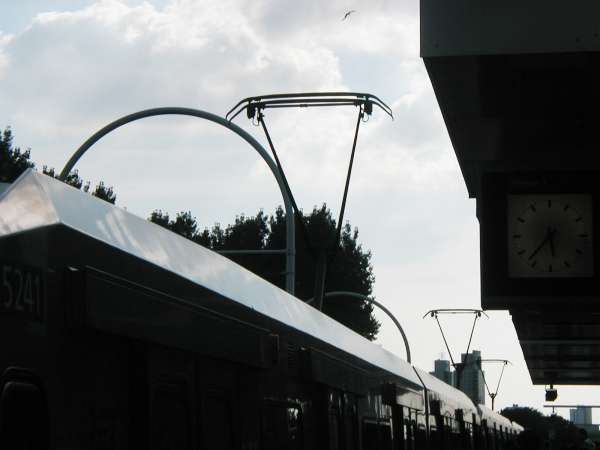
Rotterdam. Stacja metra Capelsebrug. Miejsce przejścia z sieci górnej na „trzecią szynę”. Zazwyczaj pantografy składa się w biegu, ale ten pociąg wjechał z podniesionymi odbierakami na odcinek bez przewodów górnych i złożył je dopiero podczas postoju na stacji

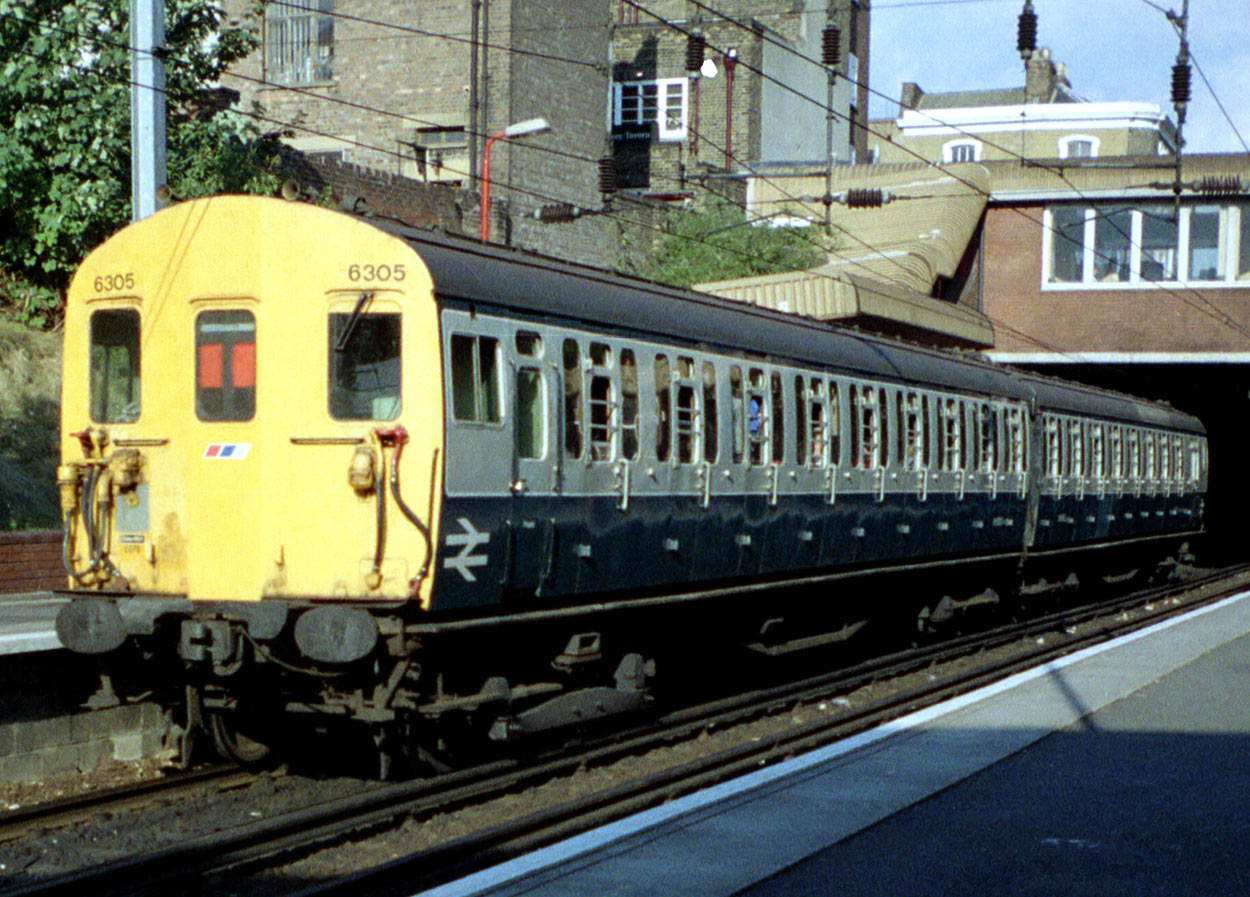
Londyn – stacja Dalston Kingsland na North London Line (sieć krajowa National Rail). Podwójna elektryfikacja: „trzecia szyna” =750 V i sieć górna ~25 kV 50 Hz. Zdjęcie prawdopodobnie z lat 80.

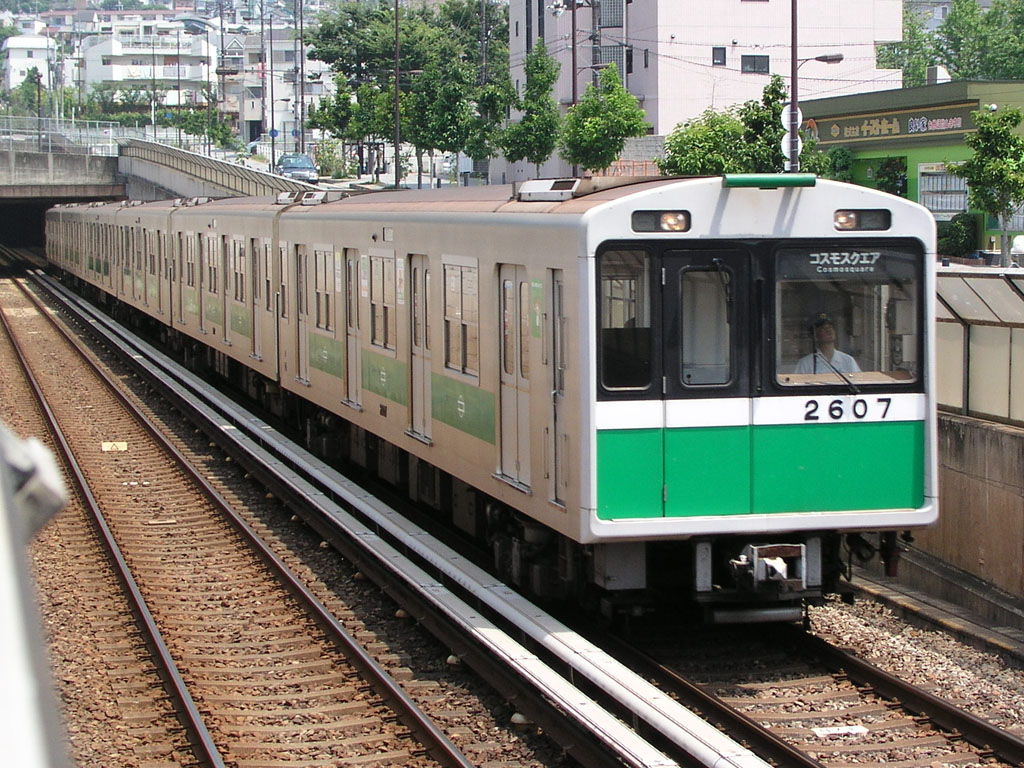
Higashi Ōsaka, okolice stacji Shin-Ishikiri na linii Kintetsu Keihanna (d. Kintetsu Higashi-Ōsaka). Dzięki zastosowaniu trzeciej szyny, na linię tę wjeżdżają także pociągi linii Chūō metra w Osace (EZT na zdjęciu)

## Zasilanie podwójne

### Tabor dwusystemowy
Są i zawsze były sieci kolei elektrycznych, na których używano „trzeciej szyny” na jednej części układu, a sieci górnej na pozostałej części. Powodem zazwyczaj było przechodzenie pociągów na inaczej zasilane trasy lub sieci (często różnych właścicieli), albo obowiązywanie specyficznych przepisów. Poniżej podano kilka charakterystycznych rozwiązań.
Kolej sieci krajowej. W Nowym Jorku pociągi elektryczne kończące trasę na Grand Central Terminal muszą używać „trzeciej szyny”, przy pomocy której wspomniana wyżej dawna kolej New York Central zelektryfikowała podziemne podejście do tego dworca. Niemal jednocześnie kolej New York, New Haven and Hartford zelektryfikowała siecią napowietrzną linię magistralną do Stamford i New Haven (11 kV, 25 Hz). Pociągi do stanu Connecticut od samego początku trakcji elektrycznej musiały mieć lokomotywy o dwusystemowym napędzie i trybie poboru prądu. Obecnie jest to linia New Haven sieci Metro-North. Przejście na zasilanie górne odbywa się na stacji Pelham. Zmiana zasilania dokonywana jest w czasie jazdy, a przeprowadza ją maszynista.
Kilka typów EZT brytyjskich kolei sieci krajowej jeździ zarówno na sieciach zasilanych z „trzeciej szyny”, jak i na sieciach z przewodami górnymi. Pociągi średnicowej linii londyńskiej Thameslink zmieniają system zasilania z dolnego na południu na górny na północy podczas postoju na stacji Farringdon. Zdolność tę mają również wielosystemowe pociągi Eurostar. Do momentu ukończenia szybkiej trasy do tunelu pod kanałem La Manche w 2007 r., potrzebowały one odbieraków dolnych dla dostania się do Londynu.
Tramwaje i kolejki dojazdowe. Na prawie wszystkich sieciach tramwajowych zasilanych z kanału podulicznego, wagony jeździły również, a często przede wszystkim, trasami zasilanymi z góry, z wyjątkiem Budapesztu. Zmiana zasilania odbywała się ręcznie na przystankach styku obu systemów. Współcześnie, w Bordeaux, gdzie „trzecia szyna” założona jest tylko na niektórych, zwłaszcza śródmiejskich trasach, taką operację wykonuje się automatycznie ze stanowiska motorniczego.
Zdolność poboru prądu z dołu i z góry była też powszechną cechą wagonów na tych niewielu liniach amerykańskich kolejek dojazdowych (interurbans), które używały „trzeciej szyny”. Obecnie żadna z nich nie istnieje, z wyjątkiem linii do Norristown pod Filadelfią. Dzięki temu mogły one korzystać z torów tramwajowych dla dostania się do śródmieść.
SKM. Pociągi Blue Line metra w Bostonie używają „trzeciej szyny” w tunelach śródmiejskich i przechodzą na zasilanie górne na stacji Airport, by kontynuować jazdę po zewnętrznej części trasy. Podobnie dzieje się na wspomnianej linii MM1 metra mediolańskiego.
Starsze linie zachodniej części sieci metra w Oslo zbudowano z siecią górną, podczas gdy wschodnie linie dostały zasilanie dolne. Po połączeniu obu systemów pociągi miały zasilanie podwójne. Obecnie cała sieć jest już oparta na zasilaniu dolnym.
Aby zmniejszyć koszty budowy, metro rotterdamskie, zasadniczo zaopatrzone w „trzecią szynę”, uzyskało gałęzie zewnętrzne w technologii tramwaju szybkiego (termin holenderski: Sneltram), z wieloma przejazdami w poziomie zabezpieczonymi rogatkami lub sygnalizacją świetlną. Te trasy mają sieć napowietrzną. Podobnie w Amsterdamie jedna linia Sneltram jeździ torami metra, a na przedmieściach przechodzi na torowisko naziemne, które dzieli z klasycznym tramwajem. Najnowszy projekt holenderski, RandstadRail, wymaga zaś, by pociągi rotterdamskiego metra jeździły do Hagi zasilaną z góry dawną trasą sieci krajowej. Podobny problem rozwiązano też przy okazji budowy linii kolejowej do nowego lotniska w Atenach, na którą wprowadzono pociągi metra w 2004 r.
Jak widać, nie udało się nigdy wprowadzić pociągów, które mogłyby być zasilane z „trzeciej szyny” różnego typu. Współpraca takich linii wymaga stosowania stacji przesiadkowych, których przykładem jest stacja 69th St Terminal, Upper Darby koło Filadelfii.

### Inne rozwiązania
Podwójna elektryfikacja. Nieco kuriozalnym rozwiązaniem jest jednoczesna elektryfikacja dwóch typów tego samego toru. Przy dużej różnicy między rodzajami zasilania obu systemów, powoduje ono pewne problemy techniczne związane z nakładaniem się na siebie dwóch rodzajów prądu w szynach powrotnych. Przez most drogowy San Francisco-Oakland Bay Bridge prowadziła w latach 1939-1958 także linia kolejowa Southern Pacific, służąca dodatkowo kolejom interurban dwóch innych towarzystw. Ze względu na wyższe napięcie w sieci górnej, trzecia szyna była dla jednej z nich rozwiązaniem, które umożliwiło wykorzystanie mostu bez wprowadzania w wagonach dwusystemowego osprzętu elektrycznego.
W Londynie podwójna elektryfikacja występuje do dzisiaj na odcinkach Channelsea Junctions – Canonbury East Junction, Camden Road East Junction – Camden Junctions na North London Line oraz między Camden Junctions a Dworcem London Euston. Wiąże się to z nałożeniem się późniejszej elektryfikacji górnej 25 kV prądu zmiennego, przyjętej dla sieci magistralnej Wielkiej Brytanii, na elektryfikację dolną sieci podmiejskiej dawnej kolei London & North Western, która pochodzi z lat 1916-1922. Podobnie siecią górną i „trzecią szyną” zelektryfikowane były tory S-Bahn w Hamburgu w okresie konwersji systemu zasilania. Wraz z pierwszą fazą elektryfikacji sieci dalekobieżnej węzła berlińskiego, dokonaną w 1983 r., podwójna elektryfikacja zaczęła funkcjonować także na fragmencie Berliner Außenring, linii zbudowanej dla ominięcia zachodnich sektorów Berlina, który zaraz po budowie Muru Berlińskiego dostosowano dla pociągów S-Bahn jadących z Oranienburga.
Interoperatywność bez zasilania podwójnego. Koleje miejskie Japonii, gdzie tak często eksploatuje się pociągi przechodzące na sieci innych przewoźników, nie używają podwójnego zasilania w znaczeniu tu rozpatrywanym, używają natomiast niekiedy napędu wielosystemowego dla różnych typów prądu. O parametrach nowo budowanych linii metra decydowały charakterystyki techniczne wcześniej istniejących kolei podmiejskich, z którymi linie te miały współpracować. Stąd biorą się wąski tor i sieć górna stosowana na wielu liniach metra tokijskiego, jak również „trzecia szyna” na wspomnianej linii Kintetsu Keihanna w Kansai. Tutaj kolej podmiejska dostosowała się do wcześniej istniejącego metra.

## Konwersje systemu zasilania
Pomimo technicznych możliwości eksploatacji pociągów o podwójnym trybie zasilania, na wielu liniach dokonano konwersji z jednego systemu zasilania na inny. Przyczyną była przede wszystkim chęć osiągnięcia pełnej kompatybilności z resztą systemu, a rzadziej unowocześnienie technologii.
Przejście z „trzeciej szyny” na zasilanie górne. Niektóre korytarze podmiejskie w Paryżu, wychodzące z Gare Saint-Lazare, Gare des Invalides oraz z Gare d’Orsay, uzyskiwały „trzecią szynę” odpowiednio od 1924, 1901 i 1900 r. Wszystkie one do końca l. 80. XX w. zmieniły rodzaj zasilania na sieć górną po tym, jak objęto je wielkoskalową elektryfikacją kolei państwowej SNCF, rozpoczętą w latach 60.

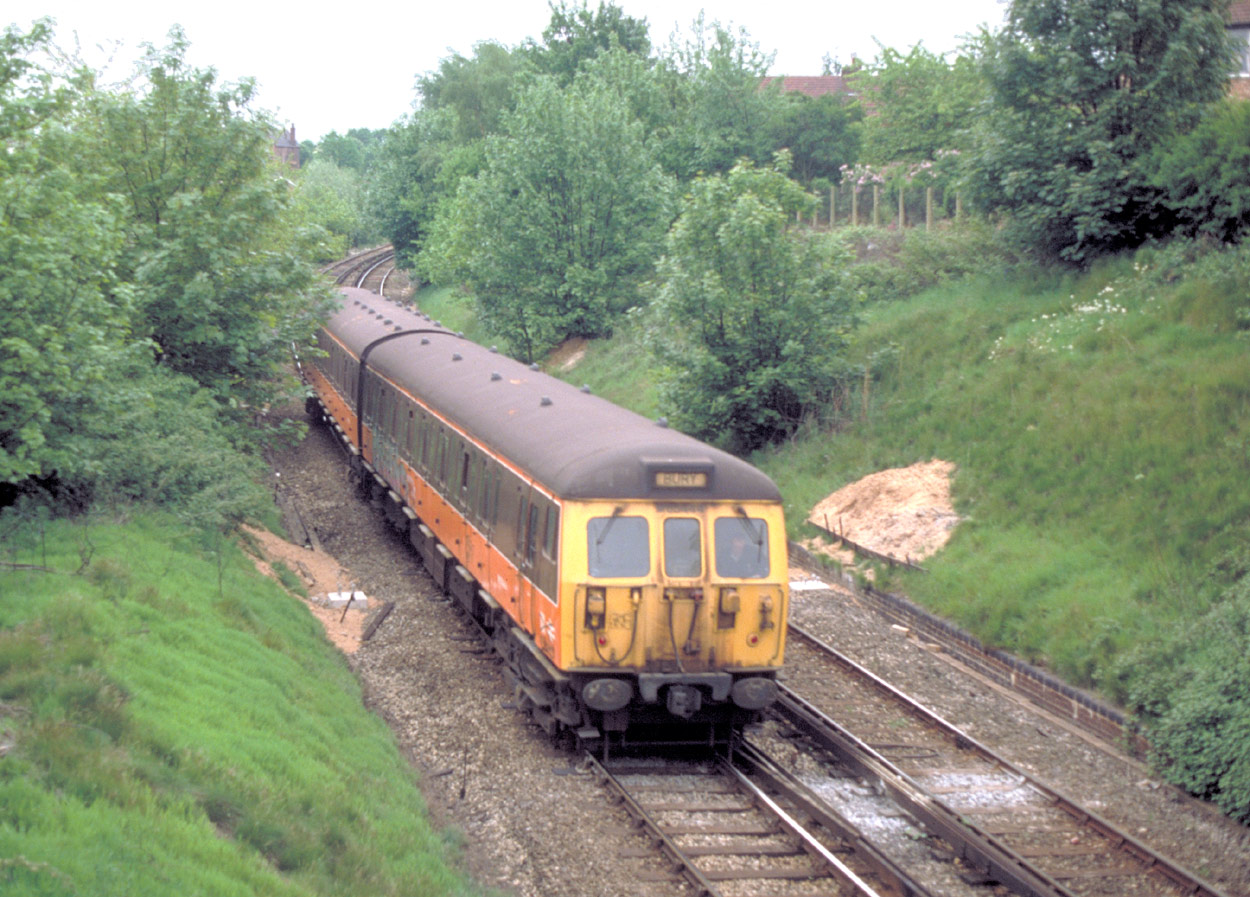
EZT typu 504 British Rail na trasie Manchester-Bury przed konwersją na linię Metrolink. Zasilanie trzecią szyną z odbiorem bocznym. Widać rozpoczęte prace nad elektryfikacją górną (ok. 1990 r.)

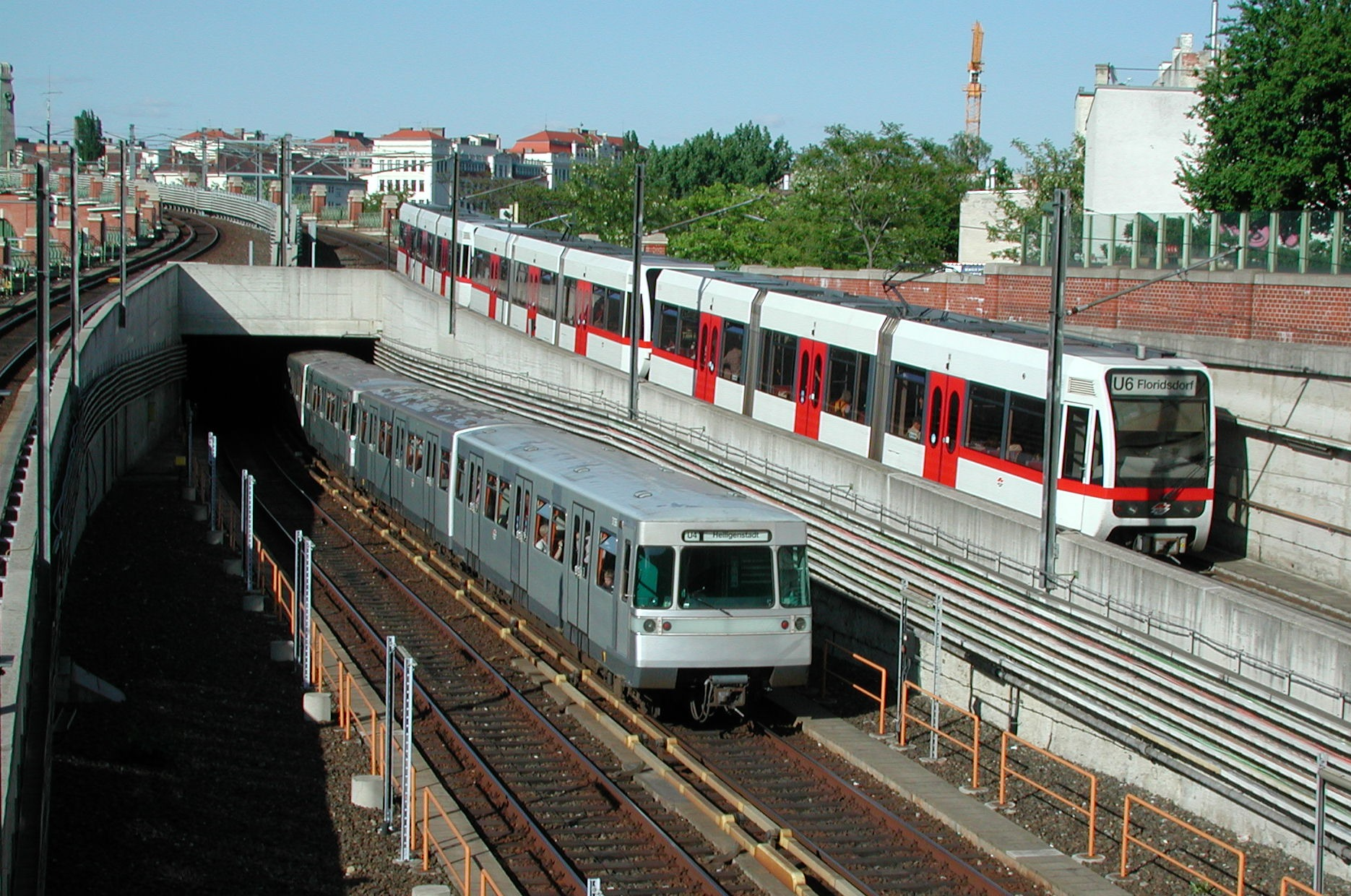
Wiedeń – U-Bahn przy stacji Längenfeldgasse. Po prawej złożony z wagonów niskopodłogowych pociąg U6, zasilany górą, wjeżdża na wiadukt Gürtellinie; poniżej pociąg U4, zasilany z „trzeciej szyny”.

W okolicach Manchesteru, wspomniana linia do Bury została najpierw zelektryfikowana siecią górną w 1913 r., potem przeszła na „trzecią szynę” w 1917 r., a w 1992 r. ponownie na sieć górną w trakcie adaptacji na trasę Manchester Metrolink. Uznano tam mianowicie, że gdyby tramwaje miały mieć dwa tryby zasilania, to ich wystające z wózków odbieraki byłyby zbyt niebezpieczne na śródmiejskich ulicach. Podobna rzecz zdarzyła się na linii West Croydon – Wimbledon w Wielkim Londynie, która została zelektryfikowana pierwotnie przez Southern Rly., kiedy budowano Croydon Tramlink otwarty w 2000 r.
Trzy z pięciu linii tworzących gros sieci metra barcelońskiego przeszły na zasilanie górne, głównie w postaci sztywnych przewodników. Ta operacja była również przeprowadzona stopniowo i zakończyła się w 2003 r.
Przejście z zasilania górnego na „trzecią szynę”. Całkiem odwrotna operacja miała miejsce w Londynie. South London Line kolei London Brighton & South Coast, łącząca dworce Victoria i London Bridge, została zelektryfikowana górą w 1909 r. Elektryfikacja „trzecią szyną” linii sieci krajowej Południowej Anglii objęła również te linie, prace nad tym zakończono do 1929 r.
Pierwsze pociągi elektryczne zasilane z góry pojawiły się na Hamburg-Altonaer Stadt- und Vorortbahn w 1907 r. Trzydzieści lat później, jej państwowy operator – Deutsche Reichsbahn, zapewne wskutek sukcesu dopiero co zelektryfikowanej „trzecią szyną” berlińskiej S-Bahn, zdecydował o rozpoczęciu konwersji także S-Bahn w Hamburgu, jak się ta kolej wówczas zaczęła nazywać. Proces rozpoczął się w 1940 r., a skończył dopiero w roku 1955.
W latach 1976–1981 zasilana „trzecią szyną” linia U4 metra wiedeńskiego zastąpiła Donaukanallinie i Wientallinie kolei Stadtbahn, które zostały zbudowane ok. 1900 r. i pierwotnie zelektryfikowano je przewodami górnymi w 1924 r. Było to w ramach wielkiego projektu budowy jednolitej sieci U-Bahn.
Inna linia elektrycznej (Gürtellinie), z konwersji której na tabor „ciężkiego metra” ostatecznie zrezygnowano, nadal funkcjonuje „pod drutami” eksploatując wagony typu tramwajowego. W ramach budowy metra wiedeńskiego została ona również gruntownie zmodernizowana i znacząco wydłużona. Ponieważ perony na Gürtellinie nie nadawały się do podniesienia bez dużej straty dla zabytkowej architektury stacji zaprojektowanych przez Ottona Wagnera, linia pozostałaby i tak odmienna od pozostałej sieci metra – co czyniłoby przejście na „trzecią szynę” bezcelowym. W ten sposób w Wiedniu, paradoksalnie, sieć napowietrzna na linii nadziemnej została zachowana ze względów nie tylko ekonomicznych, ale i estetycznych.
Ostatnio zaś krótką linię Skokie Swift sieci chicagowskiej „L” przebudowano na zasilanie dolne w 2004 r., by odpowiadała pozostałym liniom kolei „L”. Linia ta była przejętą przez metro pozostałością kolei Chicago North Shore & Milwaukee, zamkniętej w 1963 r.
Przypadek Tyne & Wear Metro. Zastosowanie sieci górnej dla tej kolei bywa przytaczane jako dowód jej wyższości nad „trzecią szyną”. Powody budowy w tej formie metra Tyne & Wear w aglomeracji Newcastle upon Tyne, przebiegającej mniej więcej w korytarzach dawnej zasilanej z „trzeciej szyny” sieci Tyneside Electrics, która została zamknięta w 1967 r., mają korzenie w oszczędności, a nawet w psychologii marketingu. W momencie otwarcia metra w 1981 r. nie było taboru tramwajowego zasilanego z dołu. Technologia „trzeciej szyny” była ograniczona do „ciężkiego metra”. Poszukiwano również sposobu radykalnej zmiany wizerunku kolei, której ostatnie lata funkcjonowania nie przedstawiały się zachęcająco w pamięci mieszkańców. Tyne & Wear Metro powstało jako zupełnie nowa kolej, po kilkunastu latach eksploatacji zespołów spalinowych.

## Sieci z zasilaniem z „trzeciej szyny” (lista)

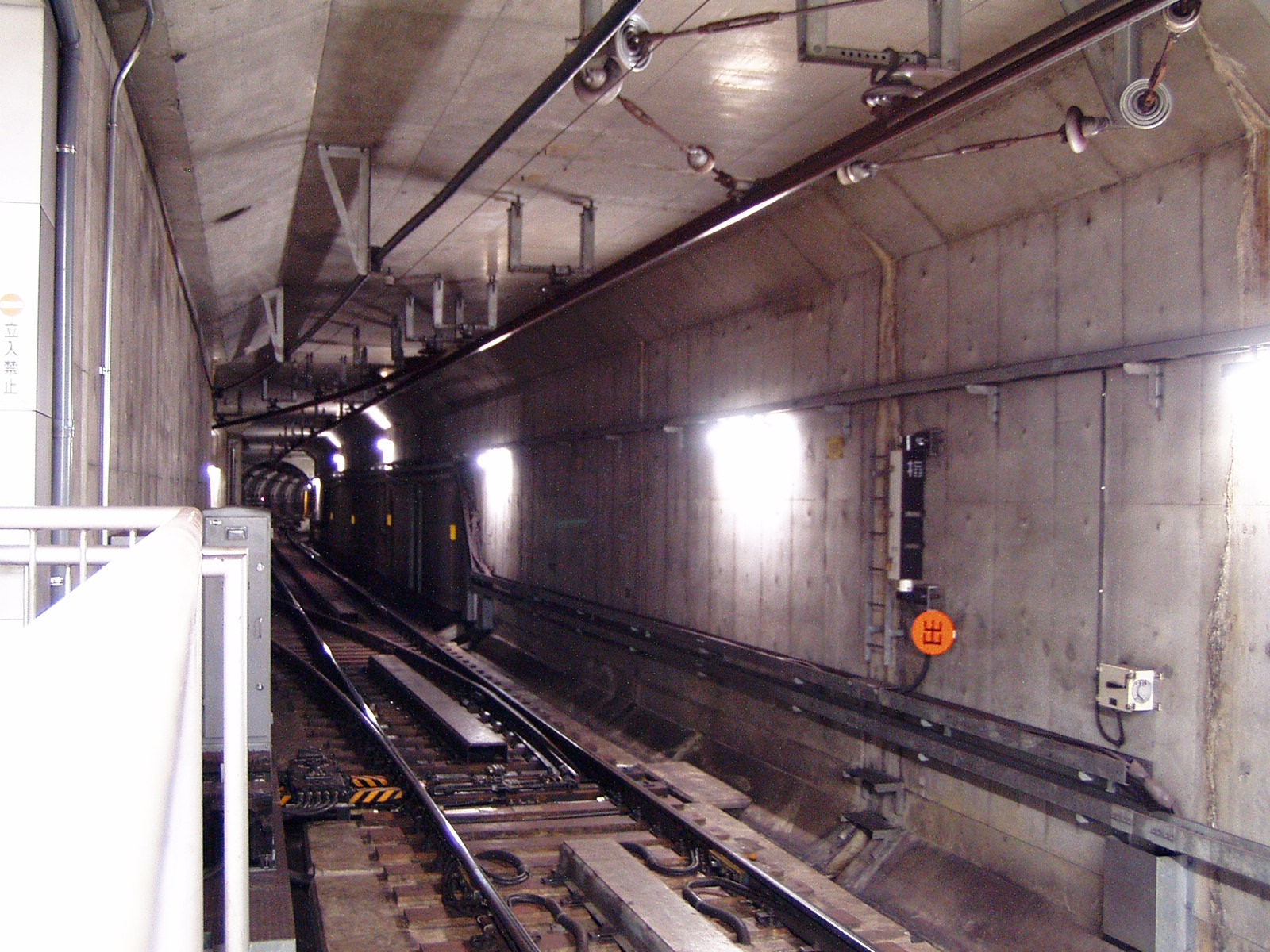
Tokio – linia Ō-Edo metra Toei. Rozjazd. A tego już raczej do „trzeciej szyny” zakwalifikować się nie da: półka pośrodku toru to element silnika liniowego. Ponadto widoczne zasilanie górne ze sztywnych przewodników.

Koleje zasilane z „trzeciej szyny” zwykle funkcjonują w przestrzeni zurbanizowanej. Ważne wyjątki to system elektryczny kolei sieci krajowej Southern Region w Anglii oraz kilka kolei typu interurban w Stanach Zjednoczonych, które zostały już zlikwidowane.
W Europie szyna prądowa z górnym odbiorem spotykana jest w zasadzie na liniach zelektryfikowanych wcześnie (szyna jest zwykle pozostawiona bez górnej osłony), w przeciwieństwie do Ameryki Północnej, gdzie zwykle jest osłonięta. Rozwiązanie to uznano za na tyle bezpieczne, że osłonięta szyna z odbiorem górnym pojawiła się również na większości sieci północnoamerykańskich powstałych stosunkowo niedawno. Nowoczesne sieci europejskie używają raczej szyn prądowych ze stykiem dolnym lub bocznym.
Osobna grupa kolei z dolnym zasilaniem to te, które mają tabor na oponach. W wielu wypadkach napotyka się tutaj jednak pewien problem z jednoznaczną klasyfikacją, gdyż nie wszyscy uważają czy one rzeczywiście mają prawdziwą „trzecią szynę”. Mimo wątpliwości, lista uwzględnia te koleje.
Lista NIE zawiera sieci tramwajowych, w których występowało zasilanie podjezdniowe. Były one dość liczne w niektórych krajach, ale żadna nie przetrwała. Podano tylko łącza do stron polskojęzycznych.
Oznaczenia:
b/c – szyna z odbiorem dolnym (ang. bottom contact)
t/c – szyna z odbiorem górnym (ang. top contact)
nk – kolej niekonwencjonalna, tzn. w normalnym ruchu nie posługująca się tradycyjną technologią stalowej szyny i koła – np. linie z taborem na oponach
gr/c – szyna prądowa połączona z szyną prowadzącą (ang. guide rail/contact)
MAK – mała kolej automatyczna
Argentyna
- Trenes de Buenos Aires – koleje Mitre i Sarmiento (b/c, pobór z dolnej powierzchni górnej półki ceownika)
- Metrovías – kolej Urquiza, metro Buenos Aires linia B (t/c, osłonięta)

Armenia
- Erywań – Metro (b/c)

Austria
- Wiedeń – U-Bahn (b/c), oprócz linii U6, która ma zasilanie górne

Azerbejdżan
- Baku – Metro (b/c)

Belgia
- Bruksela – Métro/Metro (b/c)

Białoruś
- Mińsk – Metro (b/c)

Brazylia
- São Paulo – Metrô (b/c)
- Rio de Janeiro – Metrô (t/c, częściowo osłonięta)
- Brasília – Metrô (b/c)

Bułgaria
- Sofia – Metro (b/c)

Chile
- Santiago – Metro (linie 1, 2, 5: nk gr/c; linia 4: t/c)

Chiny
- Pekin – dìtiě (t/c, osłonięta?)
- Pekin – MAK na lotnisku (gr/c)
- Tianjin – dìtiě (t/c, osłonięta)
- Wuhan – Metro (b/c)
- Kanton – dìtiě, tylko linia 4
- Hongkong International Airport – MAK nk (gr/c)

Czechy
- Praga – Metro (b/c)

Dania
- Kopenhaga – Metro (b/c)

Egipt
- Kair – Metro, Linia 2 (b/c)

Finlandia
- Helsinki – Metro (b/c)

Francja

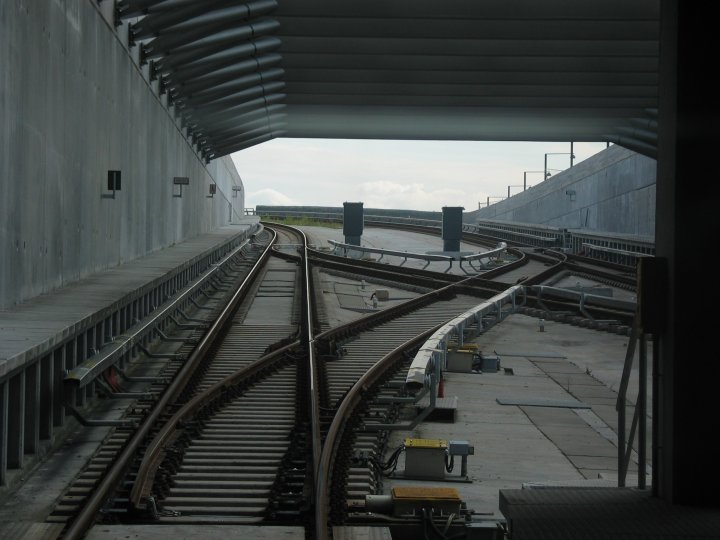
Kopenhaga, metro przy stacji Islands brygge. Rozwiązanie zasilania z „trzeciej szyny” na zjazdach nożycowych.

- Paryż – Métro (wszystkie linie konwencjonalne: t/c) (wszystkie linie na oponach: nk gr/c)
- Paryż – Orlyval nk (gr/c)
- Lyon – Métro nk (gr/c) – oprócz linii C, która ma zasilanie górne
- Marsylia – Métro nk (gr/c)
- Rennes – Métro nk (gr/c)
- Tuluza – Métro nk (gr/c)
- Lille – Métro nk (gr/c)
- Bordeaux – Tram (częściowo; t/c, specjalny system)
- Train Jeune – Langwedocja (t/c)
- Train du Mont-Blanc (t/c, miejscami osłonięta)

dawniej:
- Chemin de Fer du Salève (kolej zębata w okolicach Genewy; t/c)
- niektóre linie podmiejskie w Paryżu, koleje sieci krajowej (t/c)

Grecja
- Ateny – Metro (t/c)

Gruzja
- Tbilisi – Metro (b/c)

Hiszpania
- Port lotniczy Madryt-Barajas – MAK nk (gr/c)

dawniej:
- Barcelona – Metro: linie 1, 3, 4 (t/c, osłonięta)

Holandia
- Amsterdam – Metro (b/c)
- Rotterdam – Metro (b/c): oprócz torowisk Sneltram

Indie
- Kalkuta – Metro (t/c)

Iran
- Teheran – Metro (b/c)

Japonia

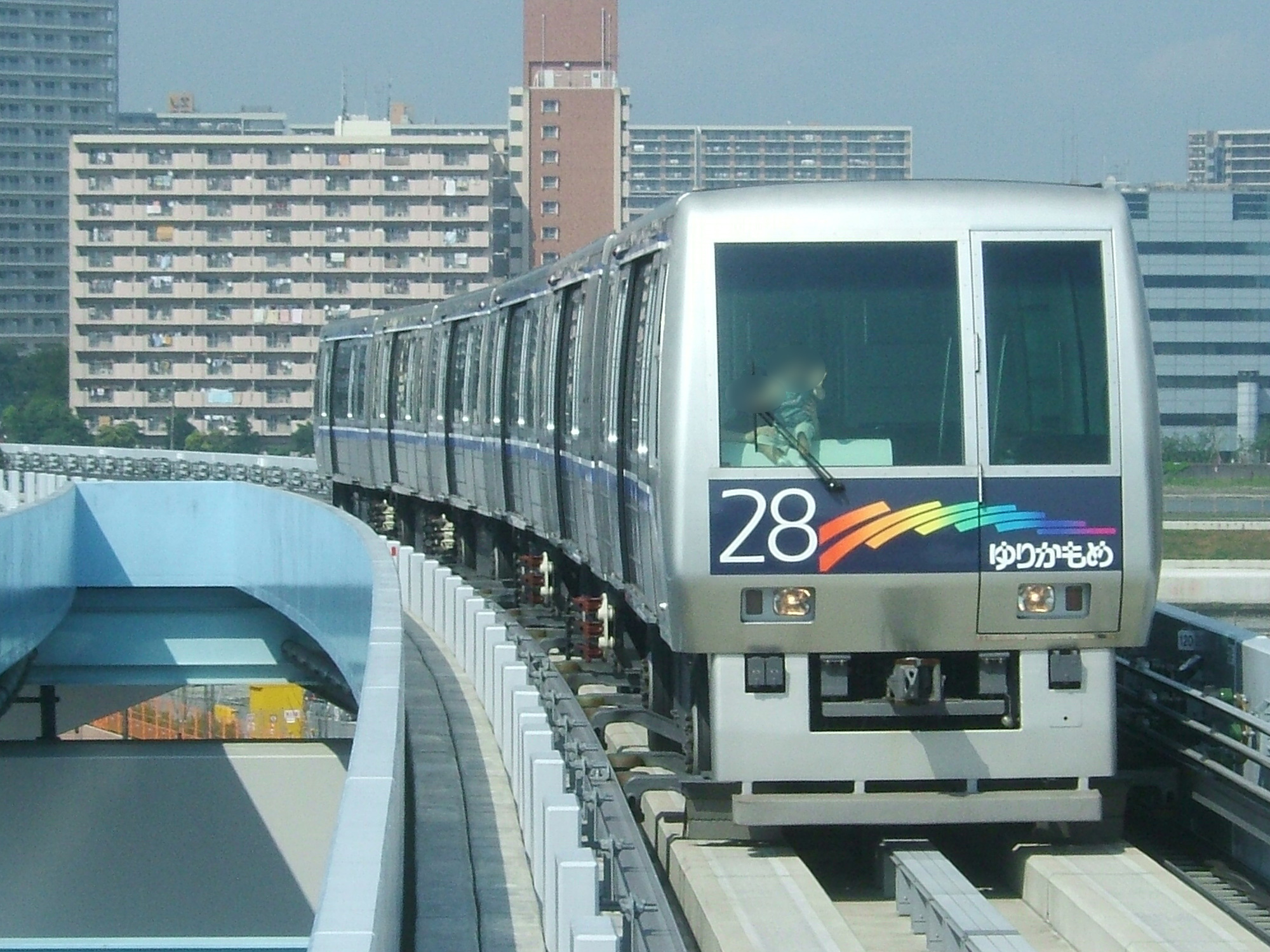
Tokio – ogumiona kolej automatyczna Yurikamome z bocznymi prowadnicami, cienkimi przewodnikami powyżej (z jednej strony toru) i centralną szyną (powrotną?).

- Sapporo – Chikatetsu nk: linia Namboku: na oponach ze środkową szyną prowadzącą zintegrowaną z szyną powrotną oraz boczną szyną prądową (t/c); linie Tōzai i Tōhō: na oponach z zasilaniem górnym, boczną szyną powrotną oraz środkową szyną prowadzącą
- Tokio – Chikatetsu: tylko linie Ginza i Marunouchi (t/c, osłonięta)
- Tokio – kolejka Yurikamome nk (gr/c)
- kolej Seibu – linia Yamaguchi MAK nk (okolice Tokio) (gr/c)
- Saitama – New Shuttle (okolice Tokio) nk (gr/c)
- kolejka Yamaman (okolice Tokio) MAK nk (gr/c)
- Jokohama – Chikatetsu (b/c)
- Jokohama – Kanazawa Seaside Line nk (gr/c)
- Nagoja – Chikatetsu – linie Higashiyama, Meijō, Meikō (t/c, osłonięta)
- Osaka – Chikatetsu: (t/c, osłonięta) – oprócz linii Sakaisuji i Nagahori-tsurumi-ryokuchi, zasilanych górą
- kolej Kinki Nippon (Kintetsu) – linie Higashi-Ōsaka i Keihanna (wszystkie pociągi przechodzą na linię Chūō metra w Osace) (t/c, osłonięta)
- linia Kita-Ōsaka Kyūkō Tetsudō (wszystkie pociągi przechodzą na linię Midōsuji metra w Osace) (t/c, osłonięta)
- Osaka – New Tram nk (gr/c)
- Kobe – Portliner nk (gr/c)
- Kobe – Rokkoliner nk (gr/c)
- Hiroszima – Astram nk (gr/c)

dawniej:
- linia Shin’etsu przez przełęcz Usui (Yokokawa-Karuizawa) – sieć krajowa
- Komaki – Peachliner nk (gr/c)

Kanada
- Toronto – Subway/RT (t/c, osłonięta)
- Montreal – Métro (gr/c)
- Vancouver – SkyTrain (t/c, covered?)

Korea Północna
- Pjongjang – Metro

Malezja
- Kuala Lumpur – linia Kelana Jaya (odbiór boczny?)

Meksyk
- Miasto Meksyk – Metro: wszystkie linie nk (gr/c), oprócz linii A, zasilanej górą

Niemcy
- Berlin S-Bahn (b/c)
- Berlin U-Bahn (linie małego profilu: t/c; linie dużego profilu: b/c)
- Hamburg – S-Bahn (odbiór boczny)
- Hamburg – U-Bahn (b/c)
- Monachium – U-Bahn (b/c)
- Norymberga – U-Bahn (b/c)
- Port lotniczy Frankfurt nad Menem – MAK SkyLine nk (gr/c)

Norwegia
- Oslo – T-banen (b/c)

Polska
- Warszawa Metro (b/c)

Portugalia
- Lizbona – Metro (t/c)

Rosja
- Moskwa – Metro (b/c)
- Petersburg – Metro (b/c)
- Nowosybirsk – Metro (b/c)
- Kazań – Metro (b/c)
- Jekaterynburg – Metro (b/c)
- Niżny Nowogród – Metro (b/c)
- Omsk – Metro (b/c)
- Samara – Metro (b/c)

Rumunia
- Bukareszt – Metroul (b/c)

Singapur
- kolejki LRT – trzy oddzielne sieci nk (gr/c)
- „ciężkie” metro (MRT) (b/c?)
- Port lotniczy Changi International – kolejka nk (gr/c)

Stany Zjednoczone
- Chicago ‘L’ (t/c)

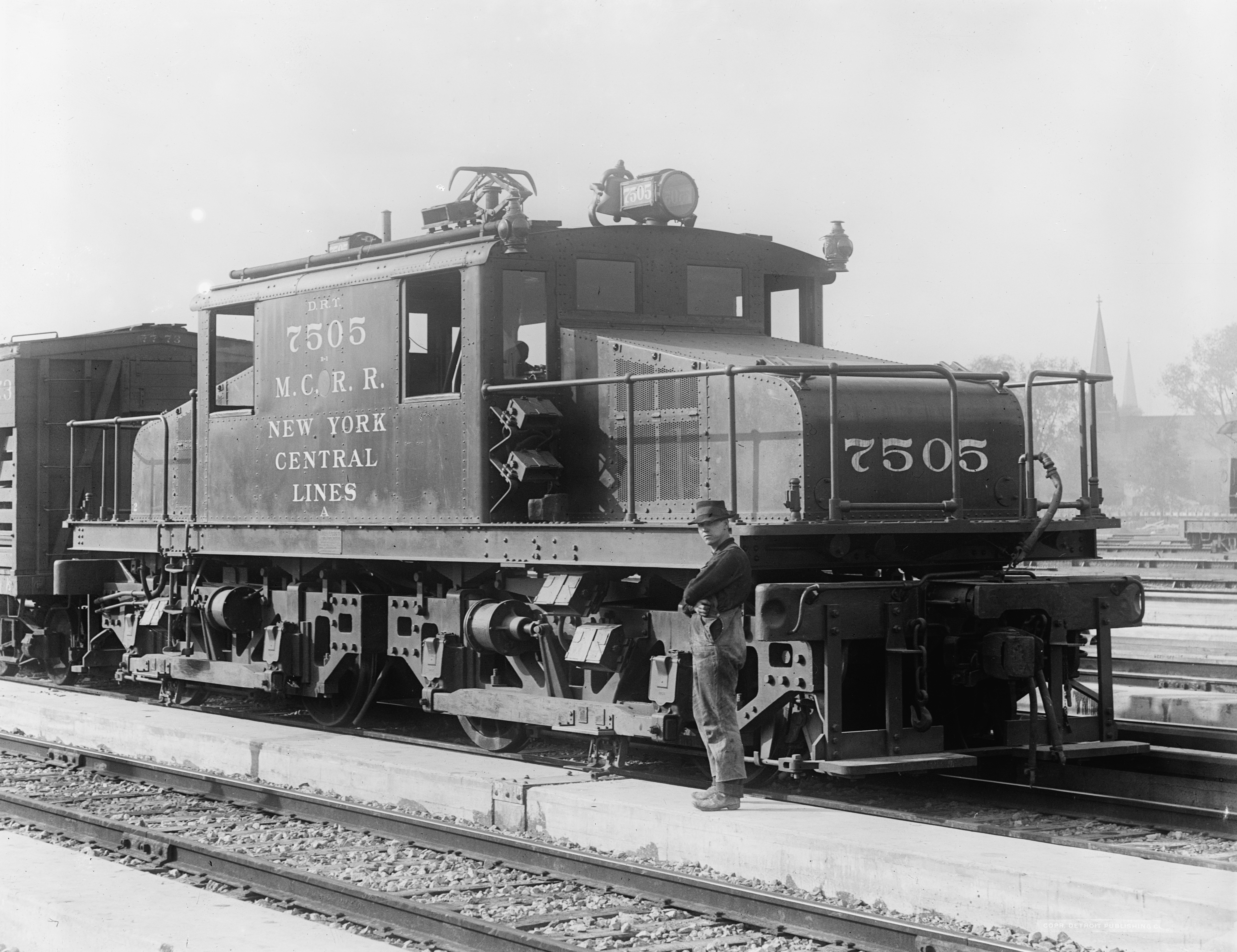
Lokomotywa elektryczna kolei New York Central

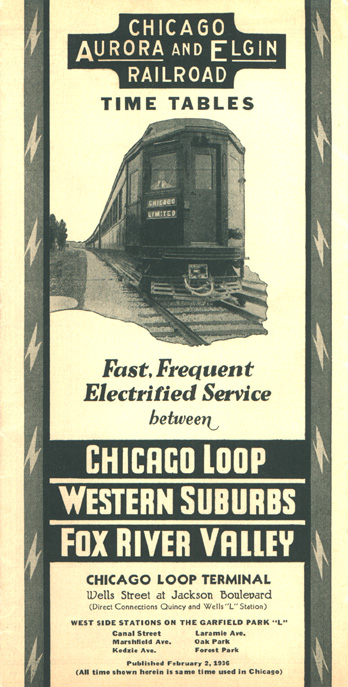
Okładka rozkładu jazdy Chicago, Aurora & Elgin Railroad. „Trzecia szyna” na linii interurban.

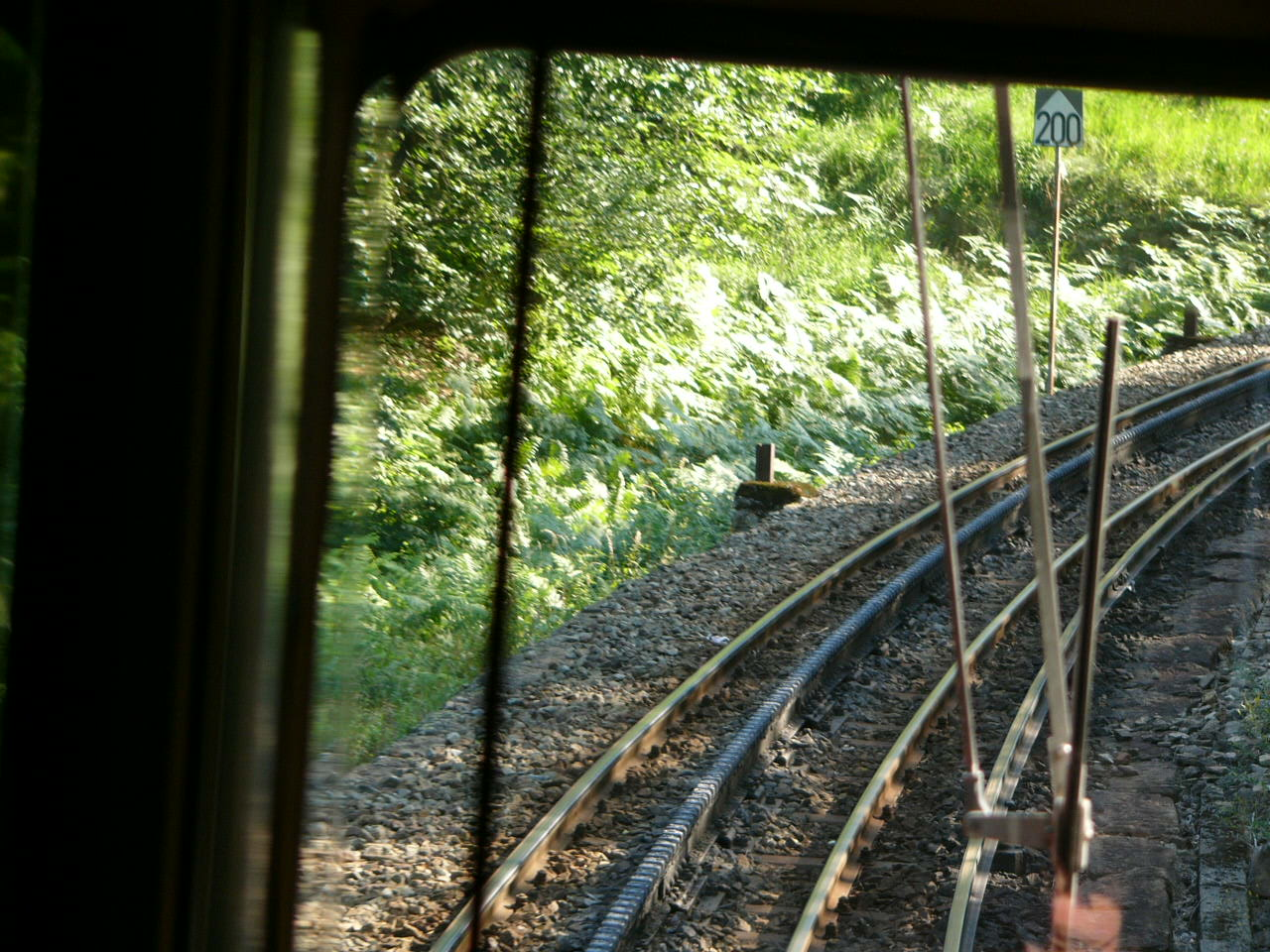
„Trzecia szyna” na linii Martigny-Châtelard (po prawej). W osi szyn jezdnych szyna zębata systemu Struba.

- Long Island Rail Road – kolej podmiejska okolic Nowego Jorku (t/c, osłonięta)
- Metro-North Railroad – kolej podmiejska okolic Nowego Jorku (linia New Haven Line tylko częściowo) (b/c)
- Nowy Jork – Subway (t/c, osłonięta)
- PATH (Nowy Jork – New Jersey) (t/c, osłonięta)
- SIRT (Nowy Jork) (t/c, osłonięta)
- Nowy Jork – AirTrain JFK
- BART (region San Francisco) (t/c, osłonięta)
- San Francisco – AirTrain SFO nk (gr/c)
- Waszyngton – Metro (t/c, osłonięta)
- Boston – Subway, linie Red, Orange i Blue (częściowo) (t/c)
- Filadelfia – Subway i Elevated (linia Broad St: t/c, osłonięta; linia Market-Frankford: b/c)
- okolice Filadelfii – Norristown High Speed Line (d. Philadelphia & Western RR) (t/c, osłonięta)
- PATCO (Filadelfia – Camden) (t/c, osłonięta)
- MARTA (Atlanta) (t/c, osłonięta)
- Port lotniczy Atlanta – MAK nk (gr/c)
- Los Angeles Metro Rail – linia Red (t/c, osłonięta)
- Miami Metrorail (t/c, osłonięta)
- Miami Metromover nk (gr/c)
- Baltimore Metro Subway (t/c, osłonięta)
- Detroit People Mover
- Port lotniczy Chicago-O’Hare – MAK typu VAL nk (gr/c)
- Port lotniczy Tampa International – MAK nk (gr/c)
- Port lotniczy Denver – MAK nk (gr/c)
- Port lotniczy Dallas-Fort Worth – MAK nk (gr/c)
- Port lotniczy Seattle-Tacoma – MAK nk (gr/c)

dawniej:
- Pennsylvania Railroad – sieć podmiejska Nowego Jorku (do New Jersey)
- Saratoga, Mount McGregor & Lake George Railroad – Saratoga Springs (stan Nowy Jork) (t/c)
- Albany & Hudson Railroad (t/c)
- Baltimore Belt Line (Baltimore & Ohio RR)
- Scioto Valley Traction Co. (Ohio) (t/c?)
- Oneida Railway (NY Central RR) (b/c)
- Detroit River Tunnel (Detroit-Windsor), Michigan Central RR (b/c)
- Central California Traction Co. – okolice Sacramento (b/c)
- Sacramento Northern Railway (t/c)
- Aurora Elgin & Chicago Railroad (t/c)
- Michigan Rly.: Grand Rapids – Kalamazoo i boczne linie
- Key System – na San Francisco-Oakland Bay Bridge (t/c, osłonięta)
- Jacksonville – VAL nk (gr/c)

Szwajcaria
- Chemin de fer Martigny-Châtelard (t/c, częściowo)

Szwecja
- Sztokholm – T-bana (t/c, osłonięta)

Tajlandia
- Bangkok – BTS (b/c?)
- Bangkok – MRT (b/c?)

Tajwan
- Tajpej – Jiéyùn (b/c; linia 4: nk gr/c)

Tunezja
dawniej:
- Tunis – La Goulette – La Marsa (t/c), konwersja na sieć górną

Turcja
- Izmir – Metro (b/c?)
- Ankara – linie Metrosu (t/c, osłonięta) i Ankaray (b/c)
- Stambuł – Metro (bez sieci Hafif, zasilanej górą) (t/c, osłonięta)

Ukraina
- Kijów – Metro (b/c)
- Charków – Metro (b/c)
- Dniepr – Metro (b/c)

Uzbekistan
- Taszkent – Metro (b/c)

Wenezuela
- Caracas – Metro (b/c)

Węgry
- Budapeszt – Metro (b/c) – z wyjątkiem „Földalatti” (obecnie linia M1), zasilanej z góry

Wielka Brytania
- Glasgow Subway (t/c)

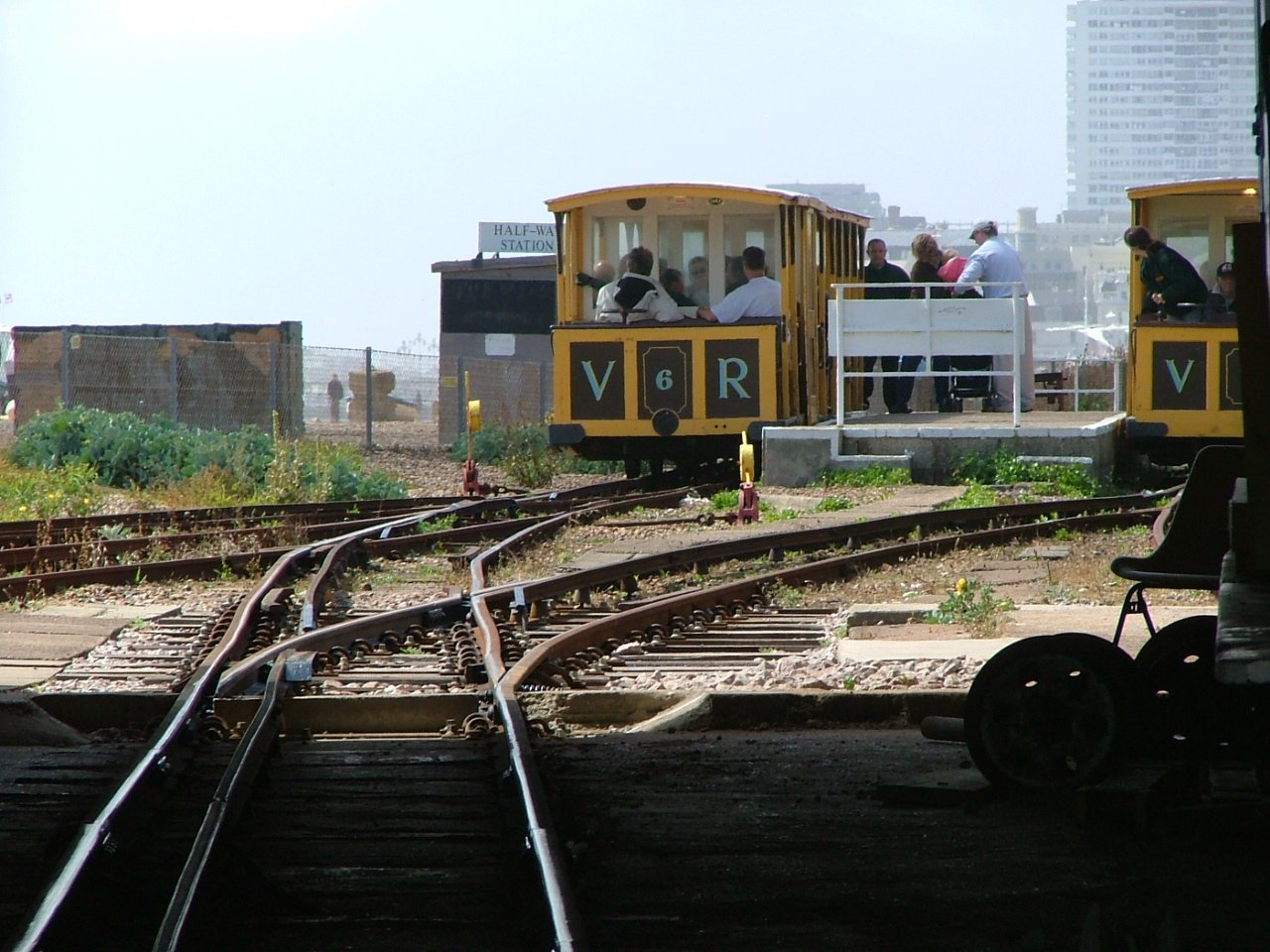
Brighton – Volk’s Electric Railway; jeden z najstarszych zabytków elektryfikacji kolei. „Trzecia szyna” umieszczona mimośrodowo między szynami jezdnymi.

- Merseyrail – sieć krajowa okolic Liverpoolu (t/c)
- Docklands Light Railway – Londyn (b/c)
- Londyn – Underground (4 szyny, t/c)
- Londyn – sieć podmiejska dawnej kolei LNWR(inne języki) (t/c)
- Londyn – Northern City Line, sieć krajowa (częściowo, t/c)
- koleje sieci krajowej Południowej Anglii (t/c)
- Island Line – wyspa Wight (t/c)
- Volk’s Electric Railway – Brighton (t/c)

dawniej:
- Liverpool Overhead Railway (t/c)
- Manchester Victoria – Bury (sieć krajowa, L&YR) (odbiór boczny)
- Tyneside Electrics – okolice Newcastle upon Tyne (t/c)
- Bessbrook & Newry Tramway (t/c)
- Giant’s Causeway Tramway

Włochy
- Mediolan – Metro, tylko linia 1 (4 szyny, prądowa: odbiór boczny)
- Turyn – Metro nk (gr/c)

dawniej:
- linia Mediolan – Porto Ceresio; Società Italiana per le Strade Ferrate del Mediterraneo  – sieć krajowa
- Neapol – średnica Metropolitana (sieć krajowa)

Warto również zdawać sobie sprawę z istnienia wielu kolei miejskich, nawet tych, które biegną głównie w tunelach, które wcale nie używają „trzeciej szyny”. Spotyka się je przede wszystkim w Azji. Być może zdecydował o tym przykład metra tokijskiego, gdzie sieci górnej używano powszechnie po 1960 r. Wszystkie koleje miejskie południowokoreańskie mają zasilanie górne, podobnie jak większość nowych sieci metra Chin kontynentalnych.
W Europie wszystkie znaczące koleje miejskie w Hiszpanii i prawie wszystkie we Włoszech mają zasilanie górne. Współczesne koleje miejskie Ameryki Łacińskiej również raczej korzystają z pantografów, choć są tam ważne wyjątki. Podobnie „trzecia szyna” nie jest stosowana w Australii.

## Ciekawostki
Jedna z amerykańskich miejskich legend głosiła, iż oddawanie moczu na trzecią szynę, może spowodować porażenie prądem. Została ona obalona przez pogromców mitów, udowodnili oni, że nie jest to możliwe, ponieważ mocz rozdziela się na krople, dlatego obwód nie zostanie zamknięty. Porażenie prądem byłoby możliwe jedynie w przypadku niewielkiej odległości od szyny.